# Atlas Fútbol Club
El Atlas Fútbol Club es un equipo de fútbol de la Primera División de México, originario de la ciudad de Guadalajara, Jalisco. Fundado el 15 de agosto de 1916, el equipo recibe su nombre en honor al titán de la mitología griega Atlas, ya que según comentó uno de los fundadores, Juan José "Lico" Cortina, «nos sentíamos el sostén del mundo».
Los colores que lo identifican son el negro y el rojo, por San Lorenzo mártir, patrono del Colegio Ampleforth, sitio donde estudiaron algunos de sus fundadores. El negro simboliza al mártir y el rojo, la sangre derramada por él. Con base en estos colores, fue diseñada la casaca deportiva y el escudo; la famosa A del escudo del Atlas fue diseñada por el pintor y dibujante de origen austríaco, Carlos Stahl, quien sugirió como blasón la A blanca sobre un fondo rojinegro.
Disputa el Clásico Tapatío ante el Guadalajara, con quien mantiene una rivalidad histórica desde sus inicios del fútbol en aquella ciudad.
Cuenta en sus vitrinas con 12 títulos nacionales (tres de Liga, cuatro de Copa México y cinco de Campeón de Campeones), así como cinco regionales de la desaparecida Liga de Occidente.

## Historia

### Inicios
En los albores del siglo pasado, varios jóvenes jaliscienses asistían a diversos colegios de Inglaterra donde tuvieron oportunidad de jugar fútbol. Al regresar a Guadalajara decidieron formar un equipo, por lo que el 15 de agosto de 1916 estando reunidos en el café Rimans, acordaron la fundación del Club Atlas; quedando encabezada la primera directiva por Luis Aguilar y encargándose de la dirección técnica Pedro Fernández del Valle. El grupo de jóvenes, entre los que figuraban Gabriel Romo, Luis Aguilar, Raúl Romo, Federico Collignon se reunían a conversar sobre la decadencia del fútbol tapatío de la época, en la que no existía una liga oficial y mucho menos algún equipo organizado, ya que anteriormente existían equipos amateurs como el "Excélsior", el "1910", el "Guadalajara", el "Liceo", el "Atlético Occidental", el "Colón" y el "Morelos". En el punto álgido de la conversación sobre fútbol, se pensó factible organizar un equipo entre los entusiastas y un grupo de colegas recién llegados de Europa, como los hermanos Fernández del Valle, popularmente conocidos como "Los Pericos"; los hermanos [Orendáin, Ernesto, Tomás y Rafael], provenientes del Colegio Ampleforth (del cual se toman los colores rojo y negro como los institucionales del club).

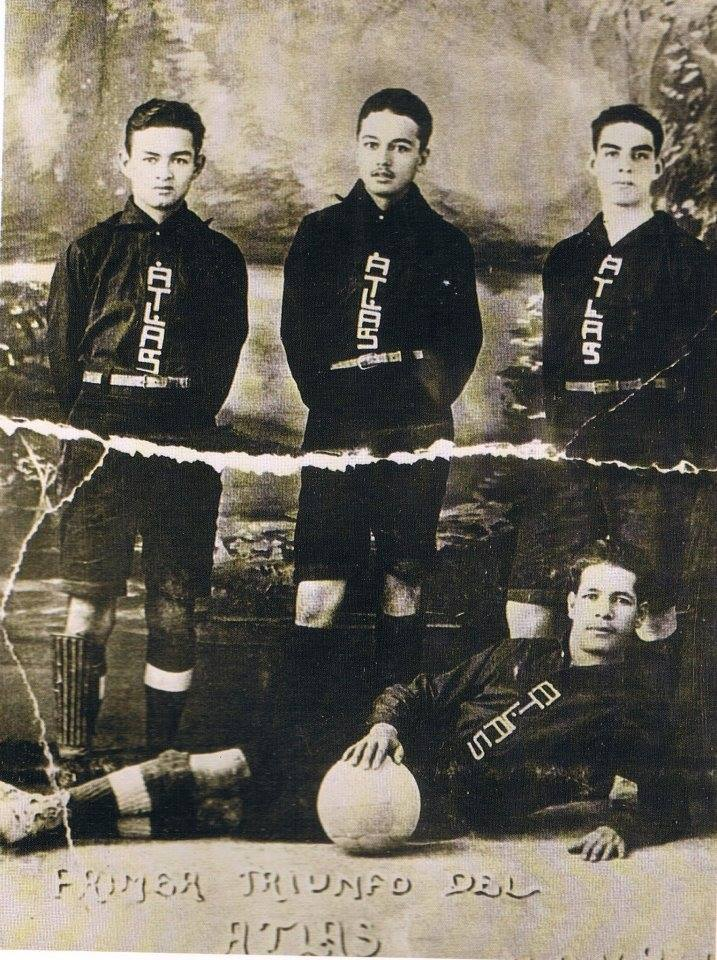
Atlas 1916

Muchos de los jóvenes y colegas que habían estudiado en Europa, a su regreso a México, decidieron crear un equipo del deporte que tanto habían practicado durante sus años de estudios en Inglaterra.
El Atlas participó en el primer campeonato organizado en Guadalajara en 1916-17 junto con el Colón, el Guadalajara y el Standard. En 1919 fue el primer equipo tapatío en jugar en la Ciudad de México, al sostener una serie contra el España.
Su ingreso a la Liga Mayor ocurrió el domingo 17 de octubre de 1943 cuando obtuvo un 2-4 contra el Asturias, aunque en esa misma temporada sufre la peor goleada de su historia al caer 2-9 frente al ADO Asociación Deportiva Orizabeña. Bajo el mando del técnico argentino Eduardo "Che" Valdatti, el Atlas ganó en 1945-46 y 1949-50 la Copa México y el Campeón de Campeones, en este último derrotó en las dos finales al Veracruz.

### Época dorada: nueve campeonatos
Atlas fue el primer equipo tapatío en ganar la copa México en 1945-46. Este título fue conseguido bajo la mano del argentino Eduardo "Che" Valdatti. Atlas comenzó su andar en esta copa enfrentando el 23 de junio de 1946 al Monterrey en los octavos de final, Atlas derrotó por el marcador de 6-1. Por parte de los rojinegros marcaron Pairoux (3), Solano, Carniglia y Valdatti. En cuartos de final Atlas se midió al Tampico al cual derrotó contundentemente 6-3, los goles de la Academia llegaron por la vía de Pairoux (2), Carniglia (3) y Flores. El equipo se encontraba en un gran momento cuando enfrentó al América el 6 de julio de 1946, el resultado del partido fue claro 3-0 para los de la Perla Tapatía, Carniglia, Valdatti y Solano fueron los autores de los goles.
Atlas se enfrentaba en la final al Atlante que había terminado subcampeón de la liga. El partido arrancó y Atlante se fue al frente en el marcador apenas en el minuto 6 con el tanto de Mateo Nicolau. Los rojinegros respondieron diez minutos después por la vía de Norberto Pairoux al 16. Al minuto 32 Atlas aprovechó una ocasión de gol y se fue al frente 2-1 con otro gol de Pairoux. Atlas se fue con el triunfo al descanso; sin embargo, dicha ventaja duró poco y nuevamente Mateo Nicolau al minuto 57 marcó el 2-2 provisional. Atlante marcó el 3-2 a 16 minutos del final con el tanto de Martín Vantolrá, Atlas parecía resignado a la derrota pero el árbitro marcó una falta dentro del área capitalina y Pairoux se cubrió de gloria y marcó su tercer tanto del partido a falta 2 minutos para terminar el tiempo reglamentario. Atlas había logrado empatar 3-3 e ir a tiempo extra.
El parque Asturias era la locura y con el empuje de su gente Atlante logró marcar el 4-3 apenas a los 4 minutos de haberse iniciado la prórroga. Atlas insistió y fue al minuto 101 cuando Antonio Flores le dio el empate a la academia 4-4.  El tico Rodrigo Solano se impuso al cuadro azulgrana al minuto 112 y sentenció la final. Atlas había logrado la hazaña; Atlas era primer campeón tapatío de copa. La oncena atlista histórica fue:
Ángel “Ranchero” Torres, Chapetes Gómez, Felipe Zetter, Jesús “Pelón” Silva, Jesús “Chita” Aldrete , Eduardo Valdatti, Luis Carniglia, Norberto Pairoux, Antonio “Niño” Flores, Rodrigo Solano y Fidencio “Toronjo” Casillas.[cita requerida]
Atlas fue el primer equipo tapatío en ganar la copa Campeón de Campeones en 1946. Este título fue conseguido también bajo la mano del argentino Eduardo Antonio "Che" Valdatti. La final se disputó el 21 de julio de 1946 entre los Tiburones Rojos de Veracruz (campeones de Liga) y los Rojinegros del Atlas (campeones de Copa) en el Parque Asturias de la Ciudad de México.
Los del puerto se fueron al frente y el histórico futbolista Luis "el Pirata" Fuente abrió el marcador al minuto 24 y 12 minutos después Julián Durán puso el 2-0 para los del puerto, pero los rojinegros reaccionaron y al 43 Norberto Pairoux de penal descontó para los de Guadalajara. Al minuto 56 los rojinegros consiguieron empatar el partido gracias a una anotación de Antonio Flores, cuando parecía que el partido se iría a tiempos extras Luis Carniglia anotó el tercero gol para el cuadro Atlista a 3 minutos del final y con esto Atlas conseguía la hazaña de derrotar al Campeón de Liga y con esto ser el primer Club de Jalisco en ganar el Campeón de Campeones una semana después de haber conseguido ganar la Copa México.
El Atlas de Valdatti tuvo un rendimiento regular en el torneo de liga al terminar en sexto lugar con 26 puntos, fue el club de Jalisco mejor posicionado y terminaron como una de las mejores defensivas del torneo.
Atlas esa misma temporada consiguió su segundo título de copa, derrotaron en la primera ronda al Club Deportivo Oro por 1-3 con goles de Juan José Novo (2) y Rodrigo Noriega. En la siguiente ronda Atlas se enfrentó a Real Club España, en un partido de volteretas el Club España se fue al frente en el marcador con una anotación de Carlos Septién apenas al minuto 5, el cuadro Atlista reaccionó y al minuto 28 José Mercado empató el partido, 5 minutos después los rojinegros le dieron la vuelta al partido gracias a una anotación de Juan José Novo y al final del primer tiempo el cuadro capitalino emparejo el marcador gracias a un gol de Guillermo García. Iniciando el segundo tiempo el cuadro de la Capital remontó el partido con un gol de Raúl Cárdenas, a 18 minutos del final José Mercado anotó su segundo gol del partido y puso el marcador 3-3 y con esto salvó a los rojinegros y envió el partido a tiempos extras.
Ya en la prórroga el cuadro Atlista fue al frente y al minuto 98 la leyenda rojinegra Edwin Cubero anotó el 4-3 definitivo para los rojinegros y con esto les dio el pase a semifinales.
En semifinales a Atlas le tocó enfrentarse con Tampico. Los de Tamaulipas se fueron al frente con una anotación de Felipe Altube, al comenzar el segundo tiempo Edwin Cubero empató el encuentro;  el partido terminó igualado y tuvo que jugarse un partido de desempate en el cual Atlas se impuso 3-1 con goles de Juan José Novo y Edmundo Manzotti (2), y avanzó a la final.

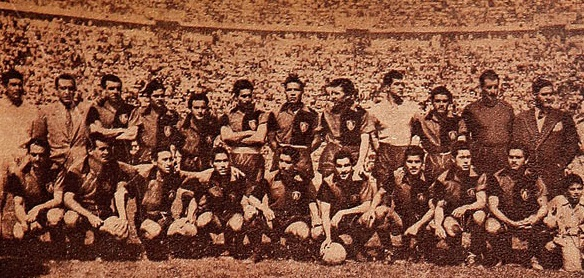
Atlas en 1950.

El 6 de agosto de 1950 Atlas se enfrentó a Veracruz, que venía de ganar la Liga, en el Estadio Ciudad de los Deportes de la Ciudad de México, Atlas se fue al frente con dos goles de José Mercado y un minuto después de haber anotado el segundo gol Veracruz descontó con un gol de Julio Ayllón. Finalmente Edmundo Manzotti a inicios del segundo tiempo puso el 3-1 definitivo y los Rojinegros del Atlas consiguieron su segundo título de Copa y el derecho de disputar una vez más el Campeón de Campeones.
Seis días después de haber conseguido su segundo título de Copa, Atlas se medía de nueva cuenta ante los Tiburones Rojos de Veracruz (mismos que habían derrotado en la final de Copa), pero en esta ocasión disputándose el Campeón de Campeones y de nueva cuenta en el Estadio Olímpico de la Ciudad de los Deportes.
El cuadro Tapatío abrió el marcador con un gol de Juan José Novo al minuto 30, los de Veracruz reaccionaron y al minuto 40 empataron el partido gracias a una anotación de Julio Ayllón, el partido concluyó igualado 1-1 y se tuvo que jugar la prórroga.
Ya en tiempos extras Atlas empezó a dominar el encuentro y el gran ídolo Edwin Cubero anotó al minuto 94 y al minuto 100; con esas dos anotaciones del costarricense Atlas consiguió derrotar 3-1 a los Tiburones y ganaron por segunda vez el Campeón de Campeones.
El Atlas de Valdatti ratificó en la Liga lo que había mostrado en la Copa: era el mejor equipo mexicano del momento. A excepción del cambio de portero, con la llegada de Raúl Córdoba para suplir a Luis Heredia, prácticamente fue el mismo plantel que había conquistado la Copa México de 1950.
La temporada 1950-1951 fue la mejor en la historia de Atlas. Atlas inició la temporada empatando 1-1 contra Puebla Fútbol Club con gol de Edwin Cubero en la ciudad de Puebla, Atlas fue cosechando triunfos a lo largo de la temporada incluyendo un 4-0 contra su odiado rival Club Guadalajara el 26 de noviembre de 1950 con 3 goles de José Mercado y uno de Adalberto López, siendo esta una de las mayores goleadas de Atlas sobre su rival el Guadalajara.
La coronación del "equipo del paradero" se oficializó el 22 de abril de 1951 cuando en el partido de la última jornada contra Guadalajara, una mano de "Rafle" Orozco permitió al costarricense Edwin Cubero marcar de penal el gol de la victoria 1-0 en el Parque Oblatos. Ese resultado se combinó con una dolorosa derrota del León en Veracruz. Atlas ganó el título a una fecha del final de temporada, la cual cerró con 12 victorias, seis empates y solo cuatro derrotas, para un total de 30 puntos, 44 goles a favor, 23 en contra y siendo la mejor defensiva de la temporada. Fue el primer título de Liga que obtuvo el Atlas en la Primera División.
Después de haber ganado su primera Liga, Atlas se enfrentaba al Atlante (Campeón de Copa) en el Estadio Olímpico de la Ciudad de los Deportes de la Ciudad de México el 3 de junio de 1951. Atlas derrotó al Atlante con un gol de Edmundo Manzotti al minuto 40 y con esto consiguió su tercer título de Campeón de Campeones. Atlas cerró la temporada 1950-51 ganando el título de Liga y el Campeón de Campeones.
En la temporada 1961-62 Atlas finalizó en la posición 11 en el torneo de liga, a pesar de tener una temporada irregular y estar peleando el descenso Atlas logró llegar a la final del torneo de copa de la mano del técnico brasileño Josó Carlos Bauer, la final la disputó ante el Tampico en el Estadio Olímpico Universitario de la Ciudad de México, la final terminó empatada 3-3 y se tuvo que jugar un partido de desempate, el partido de desempate disputado en el mismo estadio lo ganó Atlas 1-0 y con esto ganó su tercer título de Copa.
Una semana después de haber ganado el torneo de Copa, Atlas disputó el título Campeón de Campeones ante su acérrimo rival el Guadalajara, era la primera vez que dos clubes de Jalisco ganaban la liga (Chivas) y la copa (Atlas) en una misma temporada, la final se disputó en el Estadio Olímpico Universitario, el partido lo ganó Atlas con marcador de 2-0 y con esto Atlas volvía a quedar campeón derrotando su odiado rival (la primera en 1951).
Atlas en el torneo de Copa (ya con nuevo formato) fue integrado en el grupo 3 con Rayados de Monterrey, Necaxa y Club León; Atlas quedó líder de grupo empatando con 11 unidades con Rayados, Atlas en calidad de local derrotó a sus 3 rivales por marcador de 2-1 y de visita empatando 2 encuentros, perdiendo solamente ante los Rayados por 1-0; José Delgado y Fernando Padilla fueron los máximos anotadores en la fase de grupos.
Atlas y Rayados tenían que disputar un partido de desempate en campo neutral para determinar quién avanzaría a semifinales. Atlas consiguió golear a los Rayados por marcador de 4-1 con goles de Jesús González e Ignacio Buenrostro y amarrar su pase a semifinales.
En semifinales Atlas se midió ante el Deportivo Toluca, la ida disputada en Toluca se disputó el 7 de mayo de 1968, en la que Atlas salió victorioso por marcador de 1-2 con goles de Pepe Delgado y José Rodríguez. La vuelta en el Estadio Jalisco terminó con un empate 1-1 en donde de nueva cuenta José Delgado sería el autor del gol de los rojinegros, Atlas conseguía avanzar a la final con global de 3-2.
La final se disputó el 18 de mayo de 1968 en el Estadio Azteca, contra los Tiburones Rojos de Veracruz; los Tiburones abrieron el marcador con gol de Mariano Ubiracy al minuto 20, los rojinegros reaccionaron hasta el segundo tiempo y fue suficiente para darle la vuelta al marcador en tan solo 5 minutos con goles de José Rodríguez al 63 y Pepe Delgado al 68.
Atlas consiguió su cuarto título de copa con Pepe Delgado, Fernando Padilla y José Rodríguez como las máximas figuras.[cita requerida]

### Descensos
Atlas descendió en tres ocasiones a Segunda División en la temporada 1953-54, asegurando el último lugar de la tabla al perder 0-4 contra Tampico; ascendió inmediatamente a la siguiente temporada. En los años sesenta logró sus últimos títulos en la Primera División ganando la Copa México en 1961-62 y 1967-68, y el Campeón de Campeones en 1961-62.
En 1970-71 tuvo la peor temporada de su historia, ganando solo cinco juegos de 34 e hilvanando 17 juegos sin ganar; aun así, su descenso no se concretó sino hasta su derrota en la liguilla por el no descenso ante Pachuca, en tres partidos llenos de polémica. El encuentro jugado en el Estadio Revolución Mexicana en Pachuca, Hidalgo, terminó con empate a 2 goles, un partido suspendido en cuatro ocasiones con arbitraje de Robert Wurtz, árbitro francés que mediante convenio con la FMF y la FFF actuó en México.[cita requerida] El Atlas era dirigido por Árpád Fekete y no pudo salvarlos del descenso.
Solo duró un año en Segunda, ascendió de la mano del Pistache Alfredo Torres mostrando un fútbol de calidad. Los periódicos de ese tiempo decían: "Es un equipo de Primera jugando en Segunda División". Como era de esperarse fue campeón, ocupando el lugar del descendido Freseros de Irapuato y se convirtió en el primer equipo recién ascendido que entró a la liguilla, en 1972-73, en la cual cayó en semifinales ante Cruz Azul, en otro partido en donde el árbitro Marco Antonio Dorantes, expulsó a varios jugadores atlistas.
Descendió nuevamente en 1977-78 perdiendo la liguilla por el no descenso ante Unión de Curtidores de León. Ascendió en un año otra vez de la mano del "Pistache" Torres, en esa época vivió los peores años de su historia implantando marcas negativas para el fútbol mexicano, como las nueve derrotas consecutivas en 1980-81, los 11 partidos (1075 minutos) sin anotar gol también en 1980-81 y los 11 años sin clasificarse a una liguilla (1973-74 a 1983-84). Jugó y ganó dos liguillas seguidas por el no descenso ante Curtidores y Tampico en 1981 y 1982. Solo calificó a tres liguillas por el título (1984-85, 1993-94 y 1995-96), siendo su mejor actuación en 1985 cuando quedó eliminado en semifinales contra el América.

### La era Bielsa y La Volpe
En junio de 1992, luego de su grata experiencia en Newell's Old Boys, Marcelo Bielsa partió hacia México, en donde dirigió primeramente al Atlas. Durante su primer año en este club Marcelo dedicó sus esfuerzos en potenciar la cantera de la institución, como ya hizo en Rosario. Se probó a más de 10 000 jóvenes futbolistas, de donde salieron jugadores como Rafael Márquez, Juan Pablo Rodríguez, Jared Borgetti y Pável Pardo, entre otros. Durante una temporada, prácticamente la mitad de la selección nacional de México estaba constituida por jugadores desarrollados por Bielsa, que fue una de las personas que transformó el trabajo con juveniles.
Para la temporada 1993-94, Bielsa debió asumir la responsabilidad del primer equipo. Ahí surgieron los principales aspectos de su personalidad. Atlas terminó la temporada en quinto lugar general y fue eliminado por Santos de Torreón en los cuartos de final de aquella liguilla de 1994.
En 1995 se hizo cargo del Club América donde solo dirigió 36 encuentros, clasificando al equipo para la liguilla. De regreso al Atlas como director deportivo, continuó con su proyecto de formación de jugadores. El buen trabajo realizado en estos clubes le mereció la posibilidad de ponerse al mando de la Selección de México, oferta que declinó.
Se contrató al técnico argentino Ricardo La Volpe formado en México, de cara al Torneo invierno 1997. Durante el transcurso de este, el equipo fue cosechando buenos resultados con el paso de las jornadas, terminando en séptima posición y logrando acceder a la liguilla. Desafortunadamente, y a pesar de su buen nivel demostrado, el equipo fue eliminado en fase de cuartos de final por Cruz Azul. Con todo y este duro revés, la mesa directiva de la institución decidió mantener a La Volpe en su puesto para el siguiente campeonato.
En el Torneo verano 1998, Atlas mostró un fútbol excepcional, haciendo valer la razón principal por la cual se habían ganado motes tales como "La Furia Rojinegra", "Los Amigos del Balón" y "La Academia" en el pasado. El club finalizó la fase regular clasificado como cuarto, logrando obtener triunfos destacados como los suscitados ante rivales como Chivas (3-2), Pumas (4-1), Tecos (1-2) y Santos Laguna (2-3). Ya instaurados en fase final, el club enfrentó en cuartos de final a Tecos, perdiendo en el cotejo de ida por 2-1 en el Estadio Tres de Marzo, pero logrando remontar el marcador global con un 4-2 en un entretenido partido de vuelta celebrado en el Estadio Jalisco. En semifinales, jugaron contra Necaxa, con la ida disputándose en el Estadio Jalisco. Con un resultado de 1-2 para el conjunto de los rayos, y un empate a 1 tanto en el partido de vuelta, Atlas terminaba siendo eliminado, pero con la frente en alto y mostrando un fantástico estilo de juego, a la par de contar con prometedores jugadores como Rafael Márquez, Hugo Norberto Castillo, Pablo Lavallén, Erubey Cabuto, Pavel Pardo, Juan Carlos Chávez, Miguel Zepeda y Omar Briceño.
Para el Torneo de invierno 1998 y con la consolidación de futbolistas como César Andrade, Daniel Osorno y Mario Méndez, Atlas supo mantener su buen nivel del torneo pasado, con lo cual logró clasificar de nuevo a fase de liguilla, esta vez al finalizar en el séptimo lugar general; todo esto, a pesar de haber perdido 4 de sus últimos 5 encuentros de fase regular.
En la liguilla, Atlas enfrentó a Toluca en cuartos de final. La ida, disputada en el Estadio Jalisco, terminó con victoria para los choriceros por 1-2, mientras que en la vuelta, realizada en el Estadio Nemesio Díez, los rojinegros lograron alzarse con el triunfo por 0-2 con goles de Héctor López y Juan Pablo Rodríguez; en semifinales a Atlas le tocó de nueva cuenta medirse ante el Necaxa la ida en el Jalisco terminó en un aguerrido empate 0-0, la vuelta jugada en el Estadio Azteca terminó en un entretenido 3-2 en la que de nueva cuenta, Atlas terminó siendo eliminado en semifinales.
El año 1999 ha sido uno de los años más importantes y recordados en la historia de la institución, en el torneo verano 99 Atlas con prácticamente el mismo plantel que el año pasado, obtuvo resultados muy positivos, terminó el torneo invicto en condición de local y obtuvo victorias importantes ante Monterrey por 3-2, León por 4-0, Puebla por 3-0, Necaxa por 2-3, América por 3-2 y ante Pachuca por 3-0; Atlas terminó en segundo lugar general, invicto en condición de local, solo perdiendo 3 partidos de visita, ganando 10 partidos, siendo la segunda mejor ofensiva del torneo, y también la segunda mejor defensiva del torneo.
En cuartos de final enfrentó al Monarcas Morelia, con el que empató 1-1 en el Estadio Morelos y 2-2 en el Estadio Jalisco avanzando Atlas por mejor posición en la tabla. En semifinales Atlas se midió ante Cruz Azul, la ida disputada el 26 de mayo de 1999 en el Estadio Azul Atlas goleó 0-4 a la máquina en calidad de visitante con goles de César Andrade, Miguel Zepeda, Juan Pablo Rodríguez y Hugo Norberto Castillo. La vuelta disputada el 29 de mayo en el Estadio Jalisco Atlas derrotó a la máquina 2-0 con goles de Juan Pablo Rodríguez y Hugo Norberto Castillo; Atlas accedía a la final con global de 6-0.
Atlas llegaba por primera vez a una final desde que se inventó el sistema de liguilla, Atlas y Toluca se enfrentaron en la que ha sido una de las mejores finales en la historia del fútbol mexicano. La final de ida se disputó el 3 de junio de 1999 en el Estadio Jalisco, Toluca se fue al frente muy temprano en el marcador con goles de Carlos María Morales y José Saturnino Cardozo, Atlas descontó con un gol de César Andrade pero minutos después Carlos María Morales marco su segundo del partido y el tercero para los Diablos. Ya en el segundo tiempo Atlas se metió en el partido y logró descontar con una gran jugada que terminó en gol de Hugo Norberto Castillo, finalmente al minuto 69 Rafael Márquez en un remate de cabeza logró empatar el partido para los rojinegros, en el tiempo de compensación un centro mal rechazado por Hernán Cristante hizo que el balón cayera a los pies de Andrade y este rematara a la portería, por fortuna para los diablos Omar Blanco detuvo el balón en la línea y el partido terminó 3-3.
La final de vuelta se disputó el 6 de junio de 1999 en el Estadio Nemesio Díez, apenas en el minuto 1 Atlas se fue al frente en el marcador gracias a una anotación del goleador Hugo Norberto Castillo; el príncipe Guaraní Cardozo empató el partido apenas 3 minutos después, Los Diablos le dieron la vuelta al partido al minuto 26 gracias a un gol de Alberto Macías; a pesar del dominio de los diablos, Atlas reacciono y empató al minuto 50 con gol de Miguel Zepeda.
El partido se fue a tiempos extras en donde a pesar de las numerosas llegadas de los 2 equipos el partido terminó 2-2 y se tuvo que definir en penales, luego de una larga definición en penales Toluca se consagró campeón del fútbol mexicano, siendo recordada como una de las finales más entretenidas y peleadas de la historia, así como también por ser el último partido de Rafa Márquez con el Atlas en su primera etapa.
Para el torneo invierno 99 Atlas se reforzó con jugadores como Diego Cocca y Jorge Santillana y el equipo siguió logrando excelentes resultados iniciando el torneo con una racha de 10 partidos sin perder, hasta que el Cruz Azul logró romper esa racha al derrotar 2-3 al Atlas en el Jalisco. A pesar del revés, Atlas logró conseguir otra racha de 8 partidos sin perder y 6 victorias consecutivas, Atlas vivió lo que fue probablemente su mejor torneo en la historia al ser líder general del torneo, conseguir 38 puntos, 11 victorias, solo 1 derrota, finalizar invicto como visitante, ser la mejor ofensiva y la mejor defensiva; aparte de conseguir la clasificación a la Pre Pre Libertadores. 
En cuartos de final a Atlas le tocó medirse ante los Tecos de la UAG. El partido de ida terminó en un entretenido 2-3 en favor de los rojinegros con dos goles de Daniel Osorno y otro de Diego Cocca; la vuelta en el Estadio Jalisco concluyó en un entretenido 2-2 con el cual Atlas consiguió su pase a las semifinales.
En semifinales a Atlas le tocaba enfrentarse al Pachuca que venía de eliminar al Deportivo Toluca. La ida en el Estadio Hidalgo terminó con una victoria para los de Hidalgo con marcador de 2-0 que ponía a Atlas con un pie fuera del torneo. En la vuelta disputada en un Estadio Jalisco repleto el 11 de diciembre de 1999, Atlas derrotó al Pachuca 1-0 con gol de Hugo Norberto Castillo; desafortunadamente el global terminó 2-1 a favor del Pachuca y Atlas terminó eliminado en semifinales a pesar de haber jugado mejor.
El torneo verano 2000 con la llegada de nuevos jugadores de las fuerzas básicas como Fernando Salazar y Eduardo Lillingston Atlas empezó el torneo de forma irregular con 3 derrotas y solo 1 victoria, a pesar de eso Atlas fue consiguiendo resultados positivos ante rivales como Toros Neza por 6-1, León por 2-0, el actual campeón Pachuca por 3-1, Monterrey por 1-0 y ganaron el Clásico Tapatío a las Chivas por 3-1, Atlas terminó quinto lugar de la tabla general.
En la liguilla le tocó enfrentarse a su acérrimo rival el Guadalajara, ambos partidos terminaron empatados 1-1 y Chivas terminó avanzando a semifinales por mejor posición en la tabla.
El torneo invierno 2000 fue un torneo irregular para la zaga Atlista, a pesar de eso consiguieron terminar invictos como locales, consiguieron ser la mejor ofensiva del torneo y consiguieron victorias ante Chivas por 2-0, León por 4-1, Necaxa por 2-3, Pumas por 3-1 y ante Monterrey por 2-5. Atlas logró entrar a la liguilla como octavo lugar.
En la liguilla le tocó enfrentarse al Cruz Azul que venía de ser líder general, el partido de ida en el Estadio Jalisco La Máquina consiguió una sufrida victoria por 0-1, la vuelta disputada el 2 de diciembre de 2000 Atlas consiguió la hazaña y derrotó al Cruz Azul por marcador de 0-2 con goles de Hugo Norberto Castillo y Miguel Zepeda. El 6 de diciembre de 2000 Atlas se medía ante el Deportivo Toluca en la semifinal de ida en el Estadio Jalisco, Atlas empezó ganando el partido gracias a un gol de Zepeda, pero los diablos consiguieron darle la vuelta al partido, en unos últimos 10 minutos de alarido en donde hubo 3 goles, Atlas y Toluca empataron 3-3 en un gran partido. En la vuelta jugada en Toluca Atlas perdió por 3-1 a pesar de haber empezado con ventaja vía un gol de Mario Méndez. José Saturnino Cardozo fue el autor de los 3 goles del Toluca.
Para el torneo verano 2001, Atlas inició derrotando a las Chivas en un muy entretenido Clásico Tapatío por 2-3, Atlas tuvo un torneo muy irregular en el cual gracias a sus 2 victorias en las últimas 2 fechas el equipo consiguió entrar al repechaje. Era la primera vez que el Atlas no ingresaba a la liguilla de forma directa desde que eran dirigidos por Ricardo La Volpe.
En el repechaje Atlas cayó derrotado 1-2 ante el Club Puebla en la ida; la vuelta en el Estadio Cuauhtémoc terminó en un entretenido empate 3-3, con el cual Atlas no pudo acceder a la liguilla por primera vez desde el verano de 1997 y a causa de ello Ricardo La Volpe abandonó el club luego de 4 años de dirigir a los Rojinegros.
Durante la dirección técnica de Ricardo Lavolpe (1997-2001), el equipo hilvana ocho liguillas consecutivas entre el invierno 1997 y el verano 2001; consigue el liderato general de la competencia en el invierno 1999 y un subcampeonato de liga en el verano 99 contra Toluca. Además de la trascendencia internacional, al llegar a la ronda de cuartos de final de la Copa Libertadores 2000.

#### Copa Libertadores 2000
Atlas empezó su primera participación jugando la Pre Libertadores 1999 contra Club América, y los clubes venezolanos Deportivo Táchira y Deportivo Italchacao.
Atlas inició el 29 de septiembre de 1999 al caer 2-0 ante el América en el Estadio Azteca, para luego viajar a Venezuela y conseguir un empate 2-2 en San Cristóbal ante el Deportivo Táchira y un empate 3-3 en Caracas ante el Deportivo Italchacao. el 27 de octubre de 1999 Atlas derrotó sorpresivamente por 6-3 a las Águilas del América en el Estadio Jalisco; esa victoria les sirvió de motivación para después derrotar 3-0 al Deportivo Táchira y en el último partido empatar 2-2 ante el Deportivo Italchacao. Atlas finalizó con 9 puntos y líder del grupo, ganando así la Pre Libertadores y consiguiendo un boleto a la Copa Libertadores 2000.
Atlas quedó en un grupo complicado: le tocaba medirse ante el Atlético Nacional (actual campeón de Colombia), la Universidad de Chile (actual campeón de Chile) y River Plate (histórico del fútbol argentino). Atlas principio la fase de grupos con un empate ante River Plate por 1-1 en el Estadio Jalisco. El 29 de febrero de 2000 Atlas visitó Medellín y sacó su primer triunfo de visitante ante Atlético Nacional, en un duelo muy peleado, por marcador de 2-3 con goles de Miguel Zepeda y Jorge Santillana. En su tercer enfrentamiento Atlas empató por 0-0 ante la U de Chile en el Estadio Jalisco en un partido en el cual el cuadro chileno se salvó repetidas ocasiones de recibir gol.[cita requerida] Con esto Atlas cerraba la primera vuelta invicto con una victoria y dos empates.
En la segunda vuelta de la fase de grupos Atlas viajó a Buenos Aires el 15 de marzo de 2000 para visitar a River Plate en un partido muy peleado e histórico en donde cayeron 5 goles en tan solo 15 minutos, partido el cual terminó con una victoria para el cuadro Argentino por 3-2, los goles de los rojinegros fueron obra de Juan Pablo Rodríguez de penal y Daniel Osorno. Tan solo una semana después Atlas recibió al Atlético Nacional en el Estadio Jalisco partido en el cual el cuadro Tapatío goleó al cuadro colombiano por marcador de 5-1 con goles de Juan Pablo Rodríguez, Hugo Norberto Castillo, Daniel Osorno y Jorge Santillana y con esto casi amarrar su pase a la siguiente ronda. El último partido se disputó en Santiago ante la U de Chile, partido el cual terminó 3-2 a favor del cuadro chileno, los goles de Atlas fueron convertido por el venezolano Cristian Cásseres.
Con esto Atlas terminó segundo en su grupo con 8 puntos, uno menos que River Plate y avanzó a la siguiente ronda en donde le tocó medirse ante el Junior de Barranquilla. El partido de ida en el Estadio Jalisco terminó con victoria para los rojinegros por 2-0, ambos goles anotados por Juan Pablo Rodríguez; el partido de vuelta en Barranquilla concluyó de nueva cuenta con victoria para los rojinegros, esta vez por 1-3 con goles de Juan Pablo Rodríguez, Daniel Osorno y Aiton da Silva con un global de 5-1 Atlas avanzó a los cuartos de final.
En cuartos de final Atlas se enfrentaba ante el actual campeón de la Copa Libertadores, el Palmeiras. El partido de ida fue celebrado en el Estadio Jalisco, en donde el club brasileño se llevó la victoria por marcador de 0-2, para dejar a los rojinegros con un pie fuera del torneo; en el encuentro de vuelta, celebrado en São Paulo, Palmeiras derrotó a Atlas 3-2 en un partidazo el cual fue elegido el mejor partido de esa Copa Libertadores, los goles del conjunto atlista fueron obra de Miguel Zepeda y Hugo Norberto Castillo. Con esto Atlas quedaba eliminado por global de 5-2 y concluía su primera participación en la Copa Libertadores de América, quedando entre los mejores 8 equipos del torneo.

### Década de 2000
Después de que Ricardo La Volpe abandonó la institución llegó Eduardo Solari para sustituirlo de cara al invierno 2001. Duró en el puesto tan solo 7 jornadas, ya que tuvo un inicio muy irregular y únicamente consiguió dos triunfos ante Atlante y Morelia en las jornadas 2 y 3. Efraín Flores fue el encargado de tomar al equipo. El inicio de Flores fue bueno, logró 5 partidos sin conocer la derrota y consiguió 3 triunfos ante Puebla, La Piedad y León por 3-1, 2-4 y 4-1 respectivamente; después el equipo siguió con irregularidad y sumó 4 derrotas consecutivas. A pesar de eso Atlas derrotó a Chivas por 0-3 en el Clásico Tapatío con goles de Daniel Osorno y Pablo Lavallén. Atlas cerró un torneo muy irregular, fuera de la liguilla, sumando 21 puntos terminando en decimoprimera posición y con José Luis Calderón como la máxima figura del torneo con 9 anotaciones.
Para el verano de 2002 llegaba Enrique Meza obligado a levantar al equipo. El primer torneo del "Ojitos" fue muy bueno, Atlas inició con un empate y 4 victorias consecutivas, Atlas terminó el torneo regular con 30 puntos y entró a la liguilla como quinto puesto con 30 puntos (la victoria más destacada fue una goleada 5-1 ante Rayados de Monterrey). En liguilla Atlas se enfrentó al Santos Laguna; en la ida Atlas derrotó a los de Torreón por 2-1, pero la vuelta en el Estadio Corona terminó con triunfo para los de casa por 2-1 y un global de 3-3 le dio el pase a semifinales a los Laguneros, La máxima figura de los zorros fue de nueva cuenta José Luis Calderón, quien sumó 13 anotaciones.
Ya en el Apertura 2002 Enrique Meza sería cesado en la jornada 10 después de tener solamente 3 triunfos (incluida la goleada 6-0 a Pumas) y 7 derrotas en donde la más dolorosa fue un 2-5 ante el Querétaro como local, y Fernando Quirarte sería el encargado de tomar las riendas. El inicio de Quirarte fue regular; lograría 4 triunfos ante América, Jaguares, Cruz Azul y Tigres por 3-2, 1-2 y 1-0, pero derrotas ante Puebla, Tecos, Chivas y San Luis y un empate ante Pachuca no fueron suficientes para clasificarse, al conseguir 22 puntos en decimoquinta posición. 
El Clausura 2003, con Fernando Quirarte al mando del equipo, empezó con 2 derrotas; sin embargo Atlas consiguió regularidad y con un fútbol ordenado logró una racha de 15 partidos sin perder (6 victorias y 9 empates). Los partidos más destacados fueron el empate 4-4 ante América en el Estadio Azteca y la victoria por 1-3 ante Chivas en el Clásico Tapatío, con goles de Juan Pablo Rodríguez, Gerardo Torres y Mario Méndez. Atlas cerró el torneo en sexta posición, siendo la mejor defensiva y el equipo con menos derrotas. En la liguilla le tocó enfrentarse a los Rayados de Monterrey; en el partido de ida celebrado en el Estadio Jalisco Atlas inició perdiendo pero Juan Pablo Rodríguez empató de penal; el marcador finalizó 1-1 y todo se tenía que definir en Monterrey.
En la vuelta los Rayados se adelantaron con 2 goles del Guille Franco, Atlas en el segundo tiempo reaccionó y empató el partido con una anotación de Juan Pablo García y otra del capitán Juan Pablo Rodríguez de tiro libre. A pesar de la reacción de los Rojinegros, los Rayados se fueron otra vez con la ventaja y derrotaron 3-2 a los dirigidos por Fernando Quirarte por global de 4-3. Atlas cerró un torneo muy regular, con un fútbol muy ordenado y con el Chato Rodríguez como la máxima figura.
En el Apertura 2003, Quirarte tendría su peor inicio, sería cesado en la jornada 7 al conseguir solamente apenas 2 puntos y con el equipo en último lugar. Sergio Bueno llegaba al equipo en la Jornada 8 goleando 6-1 al Irapuato (quien en ese entonces era al momento superlider), lograría 4 triunfos más con un 4-1 con San Luis con 3 goles de Carlos María Morales, 2-1 ante Atlante, 3-1 al Pachuca (equipo que a la postre sería campeón) y 2-0 contra Toluca, pero no fueron suficientes acabarían en antepenúltimo con solamente 17 puntos.
En el mercado de invierno de 2003-04 Atlas se hizo de los servicios del atacante Robert de Pinho que venía de una estancia corta en el Spartak de Moscú de Rusia y del fútbol japonés, en ese momento tenía 22 años de edad y era parte de la selección sub-23 de su país.
De Pinho se volvería un referente de los rojinegros en la última época. Atlas empezaría el Clausura 2004 con derrotas ante Pumas y Cruz Azul, pero luego recompuso el camino y obtuvo 5 victorias en los siguientes 8 partidos. Robert de Pinho se estrenó como goleador con un gol de penal ante el Veracruz en la jornada 4 y a partir de ahí anotó 11 goles en los siguientes 8 partidos. De Pinho cerró el torneo con un total de 15 goles en 19 partidos, goles que fueron circunstanciales para que Atlas entrara a la liguilla en séptimo lugar.
En los cuartos de final Atlas caería ante Pumas por 1-2 en el Estadio Jalisco y 3-1 en el Estadio Olímpico Universitario y quedaría eliminado con un global de 5-2.
Para el Apertura 2004 Atlas formó un plantel muy fuerte con grandes jugadores como Robert de Pinho, Juan Pablo García, Carlos María Morales, Juan Manuel García, entre otros. Atlas de la mano de Sergio Bueno consiguió un juego muy ofensivo y efectivo con un promedio 2 goles anotados por partido. El 25 de septiembre de 2004 se jugaba una edición más del Clásico Tapatío Chivas dominó el primer tiempo, pero una gran actuación del arquero Antonio Pérez mantuvo intacta la portería atlista; en el segundo tiempo los rojinegros se fueron al frente en el marcador con un gol de Christian Valdez desde fuera del área. A 10 minutos del final una gran jugada de Juan Pablo García que siguió de un centro al área, terminó con un gol de tijera por Robert de Pinho para poner el 2-0 parcial y en tiempo de compensación De Pinho burlaría a toda la defensa rojiblanca y vencería al arquero Oswaldo Sánchez para poner el 3-1 definitivo y una victoria más para los rojinegros. Este ha sido uno de los episodios más recordados en la historia del clásico tapatío.
Las grandes actuaciones de los rojinegros y una racha de 7 partidos sin perder, consiguieron que Atlas terminará en el cuarto puesto y consiguiera cerrar de local el partido de cuartos de final en la liguilla.
A Atlas le tocaba medirse ante el Guadalajara, que había terminado en quinto lugar en el torneo; en la temporada regular Atlas había derrotado a las Chivas por 3-1 con una gran actuación de De Pinho y era la segunda vez que ambas escuadras se veían las caras en Liguilla.
El partido de ida de los cuartos de final se jugó el 25 de noviembre, Atlas consiguió llevarse la victoria por 0-1 con gol de Juan Manuel García producto de un tiro de esquina. Ramón Morales falló un penal por parte del chiverío.
El partido de vuelta se celebró tan solo 3 días después, el 28 de noviembre. Atlas venía con ventaja y con la motivación de haberse llevado los últimos 2 clásicos. Atlas se fue al frente con 2 goles de Robert de Pinho y otro de Juan Pablo García. En el segundo tiempo Chivas reaccionó y el partido terminó empatado 3-3. Juan Francisco Palencia falló un penal por parte del Guadalajara; el partido terminó con un global de 4-3 a favor de los Rojinegros y con esto Atlas eliminó al Guadalajara y consiguió su pase a semifinales. Este otro episodio ha sido también uno de los más recordados del Clásico Tapatío.
En semifinales el Atlas se vería las caras ante las Pumas de la UNAM. En el partido de ida celebrado en la Ciudad de México Pumas se llevó la victoria con un marcador de 4-3. Por Atlas aparecieron Robert de Pinho, Juan Pablo García y Daniel Osorno. Atlas llegaba a la vuelta con desventaja pero con la ilusión de avanzar a la final. El partido de vuelta terminó con victoria para los Pumas por 1-2 y con un global de 6-4 que les permitió arribar a la final. Robert De Pinho terminó con un total de 17 goles anotados en 21 partidos.
Robert de Pinho se despidió de Atlas en el torneo Clausura 2005 con un gol ante el Puebla FC, para irse al PSV Eindhoven por cuatro millones de Euros. De Pinho en su paso por Atlas marcó un total de 33 goles en 44 partidos y consiguió entrar a la lista de los 20 máximos goleadores en la historia del club.
En el Clausura 2005 Atlas tendría su peor inicio en torneos cortos perdiendo sus primeros 4 partidos; más tarde, luego de 13 jornadas, Sergio Bueno sería cesado, al obtener solamente 7 puntos de 39. Terminaron el torneo en última posición con 11 puntos únicamente.
Para el Apertura 2005 se contrató a Daniel Guzmán como director técnico, pero los resultados no mejoraron; terminaron en novena posición con 21 puntos quedándose a uno de la liguilla y lo único rescatable fue el debut de Andrés Guardado ante el Pachuca.
Después de un pésimo 2005 los rojinegros iniciaron el Clausura 2006 muy fuertes en condición de local, logrando derrotar a Veracruz y a Monterrey por 2-0 y 1-0 respectivamente, sin embargo como visitantes no consiguieron ganar ningún partido hasta la jornada 7, cuando derrotaron 0-4 a los Estudiantes Tecos con 3 goles de Manuel Pérez. El 16 de abril Atlas venció a Chivas por 3-0 con dos goles de Emmanuel Villa y un gol de Daniel Osorno a pesar de que Chivas estaba teniendo muy buena actuación en la Copa Libertadores 2006 y se encontraban festejando sus 100 años de fundación. En la última fecha Atlas llegaba ante San Luis con un total de 20 puntos y necesitaba una victoria para avanzar a la liguilla, Atlas se fue arriba en el marcador desde el minuto 6 con gol de Emmanuel Villa, pero en los últimos 5 minutos San Luis le dio la vuelta al partido y terminaron por dejar a los rojinegros fuera de la liguilla. Atlas concluyó el Clausura 2006 con un total de 20 puntos y con Emmanuel Villa como la máxima figura del torneo, con 10 anotaciones.
Para el Apertura 2006 de la mano de Rubén Omar Romano los rojinegros iniciaron derrotando a Pumas por 1-0 con gol de Hugo Rodallega; una semana después golearon 1-6 a los Estudiantes Tecos en el Estadio 3 de marzo y finalmente en la jornada 3 el conjunto de los Zorros derrotó 2-0 a las Águilas del América con 2 espectaculares goles del joven Andrés Guardado desde fuera del área. A lo largo del torneo consiguieron victorias ante Atlante y Veracruz por 0-2 y 3-1 respectivamente y en la recta final ante Monterrey y Necaxa, ambos por 2-1. Atlas concluyó el torneo con un total de 27 puntos, para ocupar el sexto lugar general.
En cuartos de final Atlas fue vencido por el América con marcador de 1-3 en el Estadio Jalisco. En la vuelta en el Estadio Azteca el Atlas dio un gran partido: consiguió remontar el marcador con 3 goles de Andrés Guardado, Daniel Osorno y Manuel Pérez respectivamente; desastrosamente el equipo rojinegro se confió y el América consiguió igualar el encuentro y terminó por eliminar a los Rojinegros.
El conjunto rojinegro dio principio a su intervención en el Clausura 2007 con un empate sin goles ante Pumas para después conseguir 3 victorias consecutivas: goleando a los Estudiantes Tecos por 4-1, derrotando al América 0-1 en el Estadio Azteca y venciendo por 2-0 al Monarcas Morelia. Jornadas después vinieron los triunfos ante Tigres y Veracruz por 2-0 y 0-1 respectivamente, desgraciadamente luego llegó la irregularidad y solo consiguieron una victoria ante Cruz Azul por 1-0 en el Estadio Jalisco en los siguientes 8 partidos.
En la última jornada Atlas derrotó 2-0 al Querétaro con dos goles del uruguayo Nicolás Olivera y con esto Atlas consiguió entrar al repechaje y se consumó el descenso de los Gallos Blancos del Querétaro.
En el repechaje a los Rojinegros les tocó medirse ante el Monarcas Morelia. El partido de ida en el Estadio Morelos terminó empatado 1-1; la vuelta, disputada en el Estadio Jalisco, terminó con un empate 0-0 a pesar de que Atlas dominó gran parte del encuentro. Al final Atlas consiguió entrar a la liguilla por mejor posición en la tabla.
En cuartos de final de nueva cuenta Atlas tenía que medirse ante el Club América. La ida en el Estadio Jalisco terminó con un increíble empate 3-3. Los goles de Atlas fueron obra de Manuel Pérez, Andrés Guardado y Nicolás Olivera; por desgracia para los Rojinegros, el conjunto de las Águilas dominó completamente el partido de vuelta y terminaron goleando a los Rojinegros por marcador de 4-1, para eliminarlos nuevamente de la liguilla.
Tiempo después se anunció el traspaso de Andrés Guardado al Deportivo la Coruña, por siete millones de euros.
En el Apertura 2007 el Atlas tuvo uno de los peores inicios al conseguir solo 1 punto de 24 posibles durante las primeras 8 fechas. por lo cual Rubén Omar Romano sería cesado y se contrataría a Tomás Boy. Al mando de Boy, el Atlas tuvo tres triunfos consecutivos ante Tecos, Morelia y Necaxa pero los resultados no mejoraron, al terminar nuevamente en el último sitio de la tabla general, con solo apenas 12 puntos.
Para el Clausura 2008 Atlas se hizo con los servicios de Miguel Ángel Brindisi. El inicio de los Rojinegros fue fatal, tan solo consiguieron una victoria por 3-0 ante el Veracruz y sufrieron 3 derrotas; a pesar de eso Atlas tomó mucha fuerza como local al obtener 2 victorias ante América y Puebla por 1-0 y 2-1 respectivamente, y rescatar un empate en el último minuto ante Pumas por 2-2; después para los Rojinegros vino un empate por 3-3 ante Estudiantes Tecos en el Estadio 3 de marzo, una victoria como local por 1-0 ante Monarcas Morelia y finalmente un escandaloso revés por 6-1 ante Santos Laguna en el Estadio Corona. A pesar de la derrota, los Rojinegros consiguieron vencer a los Tigres y al Cruz Azul por 1-0 y 2-0 respectivamente en el Estadio Jalisco y con esto amarrar su pase al repechaje.
En el repechaje al conjunto rojinegro le tocó enfrentarse a los Rayos del Necaxa. El partido de ida en el Estadio Jalisco terminó empatado 1-1 gracias a un gol olímpico del "Negro" Juan Carlos Medina; el partido de vuelta concluyó empatado sin anotaciones, y el conjunto de Aguascalientes terminó por avanzar a la liguilla por mejor posición en la tabla.
Atlas finalizó con una muy destacada participación en la Copa Libertadores 2008 al terminar en cuartos de final y en el torneo local demostró ser un conjunto muy fuerte como local pero muy débil como visitante al no conseguir ganar ningún partido fuera del Estadio Jalisco. Bruno Marioni fue el máximo referente de los Rojinegros al Anotar un total de 7 goles en la Copa Libertadores y 4 en la Liga Mexicana.[cita requerida]
Para el Apertura 2008 Bruno Marioni fue vendido al Pachuca, pero los Rojinegros consiguieron fichar a Gonzalo Vargas, Darío Bottinelli y Ariel Bogado.
Atlas inició el torneo goleando sorpresivamente 5-0 a Jaguares con 2 goles de Ariel Bogado, 2 goles de Gonzalo Vargas y un gol más de Diego Colotto. A pesar de eso Atlas no consiguió tener regularidad y sumaron 3 derrotas consecutivas, por lo cual Miguel Ángel Brindisi fue cesado y llegó Darío Franco para dirigir al cuadro Atlista. Inmediatamente el equipo repuntó y consiguió 2 victorias consecutivas ante Puebla por 2-0 e Indios de Ciudad Juárez por 2-4. En la recta final del torneo Atlas logró 3 victorias ante Necaxa, Santos Laguna y Morelia por 0-1, 2-1 y 2-1 respectivamente, pero también recibió una goleada por 4-0 ante Toluca en el Nemesio Diez complicando así su clasificación a la liguilla.
En el último partido de la jornada Atlas empató ante Pachuca por 1-1 y no logró entrar a la liguilla, terminando con un total de 22 puntos en la decimoprimera posición. Ariel Bogado fue el máximo anotador de los Rojinegros con 7 anotaciones.

#### Copa Libertadores 2008
Atlas inició su segunda participación en la Copa Libertadores, enfrentándose a La Paz FC el 30 de enero de 2008 en el Estadio Jalisco, en la ronda previa; Atlas derrotó 2-0 a la escuadra boliviana con goles de Ulises Mendívil y Eduardo Rergis. La vuelta jugada en La Paz Atlas cayó 1-0 pero avanzó a la fase de grupos con un global de 2-1.
Atlas quedó ubicado en el grupo 3 con Boca Juniors (actual campeón defensor), Colo Colo (bicampeón de Chile) y Unión Atlético Maracaibo.
Atlas inició la fase de grupos el 21 de febrero de 2008 al vencer 3-0 al Colo Colo en el Estadio Jalisco, con goles de Bruno Marioni, Diego Colotto y Juan Carlos Medina. El 6 de marzo Atlas visitó Buenos Aires y salió derrotado de La Bombonera por marcador de 3-0, En su tercer partido Atlas superó por 3-0 al Maracaibo en el Estadio Jalisco, con goles de Gerardo Flores, Bruno Marioni y Jorge Achucarro. Atlas finalizó la primera vuelta con 2 triunfos y una derrota.
En la segunda vuelta Atlas viajó a Maracaibo y sacó un empate por 1-1 gracias a un gol de Bruno Marioni. El 8 de abril de 2008 Atlas derrotó 3-1 a Boca Juniors en el Estadio Jalisco con un doblete de Bruno Marioni y otro gol de Gerardo Flores. El 22 de abril del 2008 Atlas viajó a Santiago y empató a 1 gol ante Colo Colo, producto de un cabezazo de Diego Colotto y con esto Atlas terminó líder de grupo con 11 unidades, quedando arriba de Boca Juniors y dejando fuera a Colo Colo.
En octavos de final a Atlas le tocó medirse ante Lanús (actual campeón de Argentina). En el partido de ida celebrado en Argentina el 29 de abril de 2008 Atlas derrotó a Lanús por 0-1 gracias a una anotación de Bruno Marioni de tacón. En el encuentro de vuelta, celebrada el 6 de mayo en el Estadio Jalisco, Atlas y Lanús igualaron 2-2. Los goles de Atlas fueron por parte de Bruno Marioni y Ulises Mendívil, Atlas avanzó a cuartos de final por global de 3-2.
En cuartos de final al Atlas le tocó medirse otra vez ante Boca Juniors. En el partido de ida jugado el 14 de mayo en el Estadio José Amalfitani, Atlas y Boca empataron 2-2; los goles de Atlas fueron de Jorge Torres Nilo y Omar Flores. En la vuelta, celebrada el 21 de mayo en el Estadio Jalisco, Boca Juniors derrotó a Atlas por marcador de 0-3, con un triplete de Martín Palermo; Atlas concluyó su segunda participación en la Copa Libertadores entre los mejores 8 del continente. Bruno Marioni fue la máxima figura de los Rojinegros, al anotar un total de 7 goles y quedar cerca de llevarse el título de goleo.

#### El regreso de La Volpe
Atlas, de cara al Clausura 2009, consiguió traer de regreso a Bruno Marioni y contratar al chileno Ismael Fuentes, aparte de mantener al equipo base del torneo anterior.
Atlas comenzó el torneo cayendo 2-1 ante Jaguares en el Estadio Víctor Manuel Reyna y una jornada después fueron goleados 4-0 ante Cruz Azul en el Estadio Azul. Inmediatamente se tomó la determinación de despedir al técnico Darío Franco y la directiva decidió traer de regreso a Ricardo La Volpe.
La Volpe hizo su retorno con los Rojinegros empatando 1-1 ante Tigres en el Estadio Jalisco; en la jornada 5 Atlas derrotó 1-0 al Atlante con un tempranero gol de Gonzalo Vargas y con esto el conjunto Rojinegro logró una racha de 9 partidos sin conocer la derrota. Tres días después Atlas empató ante el América 2-2 en el Estadio Azteca al hacer su debut Francisco Canales, para apoderarse de la titularidad.
En la jornada 7 los Rojinegros vencieron 2-0 a los Pumas de la UNAM en el Estadio Jalisco, con goles de Lucas Ayala y Edgar Pacheco. Ocho días después los dirigidos por Ricardo La Volpe empataron 1-1 ante el Puebla en el Estadio Cuauhtémoc.
Los Rojinegros en la jornada 9 vencieron 3-1 a los Indios de Ciudad Juárez 3-1 en el Estadio Jalisco con goles de Edgar Pacheco, Darío Bottinelli y Jorge Achucarro.
En la jornada 10 se disputó el Clásico Tapatío, Atlas arribaba como favorito a llevarse el Clásico ya que llegaba en un mejor momento. Al minuto 25 el arquero de los Rojinegros Francisco Canales se fue expulsado y tuvo que entrar Alejandro Gallardo para suplirlo, era el debut de Gallardo y en un clásico, a pesar de jugar casi todo el partido con un hombre menos al minuto 89 el defensa del Guadalajara, Héctor Reynoso cometió una falta dentro del área y el árbitro marcó penal a favor de los Rojinegros. El penal fue cobrado por Bruno Marioni que terminó engañando al arquero Luis Michel y con esto le dio el triunfo y el clásico al conjunto de Atlas por marcador de 0-1.
Las siguientes dos jornadas terminaron en empates ante Estudiantes Tecos y Monterrey por 0-0 y 2-2 respectivamente, y 7 días después el conjunto de Atlas goleó 4-1 al Necaxa con 2 goles de Gonzalo Vargas y tantos de Bruno Marioni y Edgar Pacheco. En la siguiente jornada los Rojinegros cayeron 4-1 ante el Santos Laguna en el Estadio Corona, y una semana después empataron 0-0 ante Toluca en el Estadio Jalisco.
En la última jornada los Rojinegros cayeron goleados 0-5 ante el Pachuca en un partido a puerta cerrada. Con esta goleada Atlas se quedó a un triunfo de entrar a la liguilla, a pesar de que no perdieron ningún partido desde la jornada 5 hasta la 13. Atlas terminó con un total de 21 puntos. Bruno Marioni y Gonzalo Vargas fueron los máximos anotadores del equipo con 5 goles cada uno.
El siguiente semestre fue desastroso para los Rojinegros, conseguir tan solo 18 puntos, y quedar nuevamente fuera de la liguilla terminando en decimoquinta posición. Con esto, Ricardo La Volpe fracasó en su segunda etapa con Atlas y fue despedido.

### Década de 2010

#### Problemas económicos y porcentuales
Para el Bicentenario 2010 Atlas contrató al técnico Carlos Ischia con el objetivo de evitar problemas porcentuales y clasificar al equipo a la liguilla. El conjunto rojinegro consiguió traer de regreso a 2 antiguos referentes del equipo, Fabricio Fuentes y Miguel Zepeda, aparte de hacerse con los servicios de Andrés Chitiva.
Atlas tuvo un buen inicio de torneo al conseguir 4 victorias y solo 2 derrotas. Derrotó a Monterrey por 3-0 con un triplete de Miguel Zepeda, a Santos Laguna por 1-2 en el Nuevo Estadio Corona, al América por 1-0 y un histórico triunfo por 7-1 ante los Indios de Ciudad Juárez el día miércoles 17 de febrero de 2010.
En la jornada 10, Atlas venció 0-1 a los Tigres con un gol del uruguayo Gonzalo Vargas en el Estadio Universitario. En la jornada 14 Atlas derrotó 0-2 al Pachuca en calidad de visita con 2 goles de Hebert Alférez. Entre semana Atlas cayó ante Puebla por 0-2 y con esto complicaba su pase a la liguilla.
En la jornada 16 Atlas derrotó a Chivas por 0-2 en el Clásico Tapatío con dos goles de Hebert Alférez en un clásico disputado con únicamente jugadores mexicanos.
En la última jornada Atlas tenía que ganar para poder avanzar a la liguilla. Los Jaguares se fueron al frente en el marcador con un gol de Jackson Martínez en el minuto 24; Atlas empató el partido en la última jugada del partido con un gol del canterano César Ibáñez, pero no fue suficiente para clasificar a la liguilla.
Debido a los problemas financieros de la institución para el Apertura 2010 el equipo tuvo que vender a jugadores clave como Darío Bottinelli, Andrés Chitiva y Gonzalo Vargas;  trajeron de regreso a Pedro Hernández y Jorge Achucarro y contrataron a Alfredo Moreno y a Michael Ortega.
Atlas tuvo el peor inicio de su historia al lograr solamente 1 punto de 24 posibles (1 empate y 7 derrotas) por lo cual Carlos Ischia fue sería cesado en la jornada 5 y su lugar lo ocuparía José Luis Mata. En la jornada 9 Atlas consiguió su primer triunfo al derrotar 1-0 al Puebla con gol de Alfredo Moreno, la siguiente semana Atlas empató ante Chivas 2-2 en el primer Clásico Tapatío disputado en el Estadio Omnilife a pesar de que Atlas llegaba con solo 4 puntos, como último lugar general y era el primer Clásico disputado en el Estadio Omnilife.
En la jornada 11 Atlas derrotó 2-1 a San Luis con un gol de Alfredo Moreno y otro de Gerardo Espinoza en el último minuto. Luego de esto José Luis Mata sería destituido luego de perder ante Tecos en la jornada 12. En la jornada 13 Atlas venció al Atlante por 3-1, con 2 goles de Alfredo Moreno y uno más de Gerardo Espinoza, y con esto Atlas logró su tercera victoria consecutiva como local y la primera bajo el mando de Benjamín Galindo.
La última jornada fue ante Tigres. Atlas comenzó perdiendo 0-2 gracias a los goles de Lucas Lobos e Itamar Batista, pero Alfredo Moreno consiguió anotar 2 goles de penal para empatar el partido 2-2 y rescatar el último punto del torneo. Atlas terminó el torneo con 13 puntos, como último lugar general y con problemas de descenso serios para el siguiente torneo. Alfredo Moreno fue la figura de los Rojinegros en la temporada gracias a sus 7 anotaciones.
Para el Clausura 2011 Atlas vendió a jugadores destacados como Fabricio Fuentes, Pedro Hernández y Jorge Achucarro, pero consiguió traer a jugadores importantes como Wilman Conde, Miguel Pinto y Lucas Ayala.
Atlas comenzó el torneo goleando 5-0 a Morelia con doblete de Gerardo Espinoza y goles de Wilman Conde, Daniel Osorno y Christian Díaz. La siguiente semana derrotó 2-1 a Querétaro con goles de Edgar Pacheco y Alfredo Moreno, y ligó su tercer triunfo consecutivo al derrotar 0-1 al Necaxa gracias a una anotación de Alfredo Moreno. Después vino una racha de 4 partidos sin ganar (1 empate y 3 derrotas), hasta que en la jornada 8 derrotaron a Monterrey 1-0 con gol de Gerardo Espinoza, luego llegaron 3 empates, ante Chivas, Estudiantes Tecos y San Luis, todos por 1-1.
En la jornada 15 Atlas derrotó 1-2 al Pachuca gracias a un doblete de Alfredo Moreno y en la jornada 16 venció 2-0 a los Jaguares con goles de Jahir Barraza y Ricardo Jiménez. Con este, Atlas se metió en la pelea por ingresar a la liguilla.
En la última jornada Atlas fue goleado 3-0 por Tigres y no logró clasificarse a la liguilla, al concluir con un total de 23 puntos.
Para el Apertura 2011 los problemas económicos causaron que Atlas vendiera a la mayoría de sus jugadores clave; se deshizo de Daniel Osorno, Wilman Conde, Alfredo Moreno, Gerardo Espinoza, Gerardo Flores, César Ibáñez, Darvin Chávez y Edgar Pacheco.
Atlas comenzó el torneo con 2 derrotas, ante Puebla y Cruz Azul, pero en la jornada 3 le ganó por 3-0 a Querétaro con 2 goles de Francisco Torres y otro de Mauricio Romero, y en la siguiente jornada empató 0-0 contra Toluca en el Estadio Nemesio Díez.
Luego de esto Rubén Omar Romano sería cesado luego de 9 jornadas y su lugar lo ocuparía Juan Carlos Chávez. A causa del débil plantel del equipo este no pudo conseguir otra victoria hasta la jornada 13, cuando derrotó sorpresivamente a los Pumas por 1-4 en el Estadio Olímpico Universitario, con dos goles de Jahir Barraza y goles individuales de Ricardo Bocanegra y Daniel Arreola.
En la jornada 16 Atlas y Chivas empataron 1-1 en el Clásico Tapatío a pesar de que Chivas era líder general y Atlas era último en la tabla. En la jornada 17 Atlas perdió 3-0 ante Santos Laguna y así terminó el torneo con tan solo 12 puntos y únicamente 2 victorias y con problemas porcentuales de consideración para el siguiente torneo.
Atlas tenía serios problemas de descenso de cara al Clausura 2012 y trajo consigo a Leandro Cufré, Facundo Erpen, Rogelio Chávez, Jorge Zamogilny y Giancarlo Maldonado para reforzar al equipo y evitar el descenso.
Atlas comenzó el torneo al igualar 0-0 ante Puebla y después perdió ante Cruz Azul y Querétaro, por 0-2 y 2-1 respectivamente.
A pesar del pésimo inicio, el equipo logró una increíble mejoría en la defensa gracias al tridente de Leandro Cufré, Facundo Erpen y Hugo Isaac Rodríguez, recompuso el camino y logró una racha de 7 partidos sin perder y recibiendo solo 1 gol en 7 partidos.
En la jornada 12 Atlas perdió ante los Xolos de Tijuana por 2-0 en el Estadio Caliente y complicó su permanencia en Primera División. Después vinieron 2 empates consecutivos por 0-0, ante Pumas y Morelia.
En la jornada 15 Atlas derrotó 1-0 a los Rayados de Monterrey gracias a una anotación del canterano Hugo Isaac Rodríguez y con esto Atlas aseguró su permanencia en Primera División. Una semana después Atlas superó 0-1 a Chivas en el Estadio Omnilife y con esto llegó a una racha de 3 años sin perder en el Clásico Tapatío.
En la última jornada Atlas cayó 1-3 ante el Santos Laguna y no consiguió entrar a la liguilla, terminando con 20 puntos, siendo la peor ofensiva del torneo con solo 7 goles anotados, pero siendo la mejor defensiva al recibir solo 12 goles en 17 partidos.
En el Apertura 2012 el Atlas se reforzó con Sergio Amaury Ponce, Vicente Matías Vuoso, Christian Sánchez, Luis Alonso Sandoval y el goleador Héctor Mancilla.
En la jornada 1 Atlas recibió en casa a los Pumas de la UNAM en un partido que terminó empatado 1-1. En la siguiente jornada Atlas visitó al Pachuca en el Estadio Hidalgo, y lo derrotó 0-3, siendo su único triunfo del torneo. Más tarde se vino un par de 3 empates consecutivos, 0-0 ante Tigres y 1-1 ante América y Jaguares.
En la jornada 6 Atlas cayó 1-0 ante el Atlante en el Estadio Olímpico Andrés Quintana Roo  por lo cual después de este partido Juan Carlos Chávez sería destituido del equipo. Tomás Boy tomaría las riendas del equipo en donde no mostró mejoría, cosechando una racha de 3 empates consecutivos.
Atlas llegaría en una debacle en la jornada 10 después de perder ante el Toluca por 1-3. En la jornada 11 perdió 2-1 ante el Santos Laguna en el Estadio Corona y en la jornada 12 empató 1-1 ante el Cruz Azul.
En las siguientes jornadas el Atlas entró una mala racha 4 de derrotas ante Morelia, San Luis, Guadalajara, León y un empate en casa ante Puebla por 2-2. Atlas concluyó el torneo con solamente 12 puntos, para terminar la temporada en penúltima posición, con graves problemas de descenso. Quedándose a uno de los 11 del Clausura 2005 e igualando los puntos del Apertura 2007 y 2011 (que también sumó 12), pero superando los 13 puntos del Apertura 2010.
Para el Clausura 2013 debido a los problemas económicos Atlas decidió mantener la base del plantel del torneo pasado y reforzarse con Isaac Brizuela, Óscar Razo, Rodrigo Millar, José Luis Chávez y Omar Bravo que fue un fichaje controversial debido a que es un jugador histórico del Club Deportivo Guadalajara.
En la jornada 1 Atlas visitó a los Pumas de la UNAM. El cuadro capitalino se fue arriba en el marcador gracias a una anotación de Martín Bravo, pero al minuto 79 Omar Bravo marcó su primer gol con los rojinegros y el partido terminó empatado 1-1.
En la jornada 2 Atlas venció 2-0 al Pachuca en el Estadio Jalisco con un gol de Omar Bravo y otro de Matías Vuoso; a la siguiente semana Atlas cayó 1-0 ante Tigres en el Estadio Universitario.
Atlas derrotó 2-1 al América en el Estadio Jalisco con un gol de Rodrigo Millar y un gol de penal de Omar Bravo en un partido donde la delantera del América se cansó de fallar. En la siguiente jornada Atlas derrotó 1-2 a los Jaguares, con goles de Isaác Brizuela y Jahir Barraza.
Atlas superó 2-1 en la jornada 6 al Atlante en el Estadio Jalisco, con goles de Jahir Barraza y un tanto de volea de Edson Rivera, y en la jornada 7 Atlas ligó su cuarto triunfo consecutivo al derrotar 2-1 a los Rayados de Monterrey con goles de José Luis Chávez y otro de Omar Bravo.
En la jornada 8 Atlas empató 0-0 ante Querétaro (que era su rival directo en la lucha por el no descenso) en el Estadio Corregidora y una semana después derrotó a los Xolos de Tijuana por 1-0 en el Estadio Jalisco, gracias a un gol tempranero de Omar Bravo.
En la jornada 10 los Rojinegros derrotaron al Toluca 0-1 gracias a un gol de Rodrigo Millar desde fuera del área, en el minuto 80. En la siguiente jornada Atlas se enfrentó al Santos Laguna en el Estadio Jalisco; la oncena rojinegra comenzó ganando gracias a un gol de penal de Omar Bravo al minuto 63, pero Santos empató el partido y en el minuto 88 Darwin Quintero remontó el marcador y Santos terminó llevándose el partido y cortó la racha de Atlas de 7 partidos sin perder (6 victorias y un empate).
Atlas derrotó en la jornada 12 a Cruz Azul por 1-2 en el Estadio Azul con goles del canterano Luis Ramos y Matías Vuoso. En las siguientes jornadas empató ante Morelia y San Luis por 0-0 y 2-2 respectivamente y con esto Atlas terminó asegurando una vez más su permanencia en la Primera División.
En la jornada 15 Atlas derrotó 1-0 al Guadalajara con un gol de Rodrigo Millar llevándose una vez más el Clásico Tapatío y consiguiendo su pase a la liguilla.
Atlas finalizó en tercer lugar general con 32 puntos, siendo la mejor defensiva del torneo con solo 13 goles recibidos y mostrando su mejor fútbol en muchos años.
En cuartos de final Atlas se midió ante Santos Laguna. La ida en el Estadio Corona terminó en un empate sin goles y esto dejaba a Atlas con ventaja para el partido de vuelta, disputado en el Estadio Jalisco. Atlas comenzó ganando gracias a un gol de Omar Bravo al minuto 5; Santos empató el partido en el minuto 15 gracias a un tanto de Andrés Rentería; al minuto 24 el portero de los Rojinegros Miguel Pinto fue expulsado y con esto terminó sentenciando a los Rojinegros que al final cayeron derrotados 1-3, siendo eliminados de la liguilla.
Para el Apertura 2013 debido a los problemas económicos el equipo no pudo reforzarse y se vieron obligados a regresar a Isaac Brizuela al Toluca y Tomás Boy decidió no seguir dirigiendo a los Rojinegros.
Atlas inició el torneo empatando 3-3 contra los Xolos de Tijuana, con 2 goles de Matías Vuoso y otro de Edson Rivera, el equipo fue muy irregular por lo cual Omar Asad sería cesado luego de 13 fechas y no consiguió ganar ningún partido sino hasta la jornada 15, cuando derrotaron 3-1 al Querétaro con goles de Edson Rivera, Flavio Santos y Matías Vuoso. Atlas concluyó el torneo con solamente 12 puntos en decimoquinta posición y con problemas porcentuales serios de cara al próximo torneo. Omar Bravo y Matías Vuoso fueron los goleadores de los rojinegros, con 6 anotaciones cada uno.
Sin embargo en el torneo de Copa Atlas consiguió muy buenos resultados, al terminar en el primer lugar de su grupo con 12 puntos (3 victorias y 3 empates. En cuartos de final eliminó a los Pumas por 2-1 con 2 goles de Jahir Barraza. En semifinales Atlas se enfrenta a los Alebrijes de Oaxaca en el Estadio Benito Juárez; el partido terminó empatado 1-1 y Atlas consiguió avanzar a la final tras ganar 4-5 en penales.
En la final Atlas se enfrenta a los Monarcas Morelia en el Estadio Morelos. El Morelia se fue arriba en el marcador con 2 goles tempraneros de Jefferson Montero y Edgar Andrade; al minuto 39 Omar Bravo descontó con un gol de penal pero minutos después se fue expulsado. En el segundo tiempo Matías Vuoso empató el partido para los Rojinegros y 2 minutos después Héctor Mancilla puso el partido 3-2 para los locales, al minuto 57 Lucas Ayala empató el partido con un gol desde fuera del área; el partido terminó 3-3 y todo se definió en penales. Monarcas Morelia se consagró campeón de Copa luego de ganar en penales.
Jahir Barraza fue el goleador de la Copa MX Apertura 2013 con 6 anotaciones.

#### Venta a Grupo Salinas
Tras varias temporadas peleando por no descender y con serios problemas económicos, el grupo de socios de los Clubes Social y Deportivos Atlas de Guadalajara, optó por vender el equipo a Grupo Salinas en diciembre de 2013. Los nuevos propietarios liquidaron las deudas de la pasada administración, invirtieron en refuerzos para el equipo y contrataron como técnico a Tomás Boy, quien en su primer torneo tenía la encomienda de salvar al equipo del descenso.
De cara al Clausura 2014 Atlas se reforzó con Federico Vilar, Enrique Pérez, Maikon Leite y José Ortigoza. El primer partido terminó en empate 0-0 ante los Xolos de Tijuana en el Estadio Jalisco; Edson Rivera terminó fallando un penal en el primer tiempo, después de ese empate vinieron 3 derrotas derrotas consecutivas.
Hasta la jornada 5 Atlas ganó por primera vez en el torneo, derrotó 0-1 al Pachuca con un gol de Rodrigo Millar y en las siguientes 2 jornadas Atlas empató 1-1 en ambos partidos ante Morelia y Universidad Nacional.
En la jornada 9 Atlas sorprendió al Santos Laguna y lo derrotó 2-3 en el Estadio Corona con 2 goles de Rodrigo Millar y uno más de Maikon Leite. En la siguiente jornada Atlas dejó ir la victoria y terminó empatando 2-2 ante Jaguares de Chiapas; los goles de los Rojinegros fueron obra de Arturo González y José Ortigoza.
En la siguiente jornada, Atlas derrotó 0-1 a los Tiburones Rojos de Veracruz con gol de Maikon Leite, en la siguiente jornada Atlas y Chivas empataron en el Clásico Tapatío por 1-1. Chivas se adelantó desde el minuto 8, pero José Ortigoza empató el encuentro al minuto 72.
En la jornada 13, Atlas derrotó 1-3 al Cruz Azul en el Estadio Azul con 2 goles del canterano Martín Barragán y uno más de Maikon Leite y con esto Atlas sumó su tercer triunfo consecutivo como visitante. Atlas empató ante Puebla en la siguiente jornada 0-0 en el Estadio Tres de Marzo.
Atlas derrotó 1-0 al Toluca en el Estadio Jalisco en la jornada 16, con gol de Rodrigo Millar, y con ello arribó a la última jornada aún con posibilidades de entrar a la liguilla.
En la última jornada Atlas cayó 2-1 ante Tigres y terminó el torneo con 21 puntos y sin posibilidades de entrar a la liguilla. El máximo goleador de los Rojinegros fue Rodrigo Millar con 5 anotaciones.
De cara al Apertura 2014 Atlas mantuvo a Tomás Boy como técnico y se reforzó con Aldo Leão Ramírez, Enrique Esqueda, Edy Brambila, Luis Nery Caballero, entre otros.
Atlas inició el torneo empatando 0-0 ante Tigres en el Estadio Jalisco. En la siguiente jornada los Rojinegros derrotaron 0-2 al Morelia en el Estadio Morelos con un gol de media cancha de Enrique Esqueda y un gol más de Edy Brambila en los minutos finales.
En la jornada 3 Atlas derrotó 4-2 a los Jaguares de Chiapas con goles de Arturo González, Rodrigo Millar, Luis Nery Caballero y Enrique Esqueda. En la siguiente semana derrotaron 0-1 a los Pumas, con gol de Arturo González.
En la jornada 5 Atlas venció a los recién ascendidos Leones Negros por 1-0 con un gol de penal de Luis Nery Caballero en el último minuto. En la siguiente jornada Atlas cayó 3-1 ante Pachuca y empató sus siguientes 2 partidos por 1-1 ante Santos y Veracruz.
En la jornada 9 Atlas volvió a encontrarse con la victoria al derrotar 2-1 al Cruz Azul en el Estadio Jalisco con goles de Arturo González y Rodrigo Millar. Una semana después los Rojinegros perdieron ante Monterrey, 2-1, en el Estadio Tecnológico.
Atlas derrotó 2-1 al Querétaro en la jornada 11 con goles de Enrique Esqueda y Edy Brambila; por parte de Querétaro descontó Ronaldinho, de tiro libre. Cuatro días después Atlas derrotó 0-1 a Chivas en el Estadio Omnilife con gol de Enrique Pérez, llevándose una vez más el Clásico Tapatío.
Atlas venció 2-1 al Puebla con goles de Rodrigo Millar y Martín Barragán; una semana después cayeron 4-0 ante el León en el Camp Nou y en la siguiente semana empataron 1-1 ante Tijuana gracias a una anotación de Martín Barragán.
En la última jornada Atlas derrotó 1-2 al América en el Estadio Azteca, con goles del brasileño Maikon Leite y Juan Carlos Medina y con esta victoria Atlas terminó en tercer lugar general con 31 puntos y clasificado para la Copa Libertadores 2015.
En la liguilla a Atlas le tocó medirse ante Rayados de Monterrey. El partido de ida Atlas lo ganó 0-1 gracias a un gol de Luis Nery Caballero, desde media cancha. En la vuelta Atlas salió desconcentrado y sin idea de juego y terminó perdiendo 0-2, por lo que resultó eliminado en cuartos de final.
Para el Clausura 2015 los Rojinegros iniciaron el torneo con dos triunfos 0-1 ante Tigres en el Estadio Universitario, y 2-1 ante Morelia en el 3 de marzo (debido a que su estadio estaba vetado después del Juego de la Liguilla pasada ante el Monterrey).
En la siguiente fecha perdieron 3-1 ante Jaguares. Para la fecha 4 empataron 1-1 ante Pumas como locales.
En la Jornada 5 lograron vencer a los Leones Negros por 0-2, y una semana después perdieron 1-3 como locales ante el Pachuca.
Más tarde, en la fecha 7, lograron vencer como visitantes al Santos 0-1, pero perdieron en la siguiente fecha 0-3 ante Veracruz en su estadio y empataron 1-1 ante Cruz Azul como visitantes.
Vencieron 2-1 al Monterrey en la fecha 10, y perdieron 2-0 ante Querétaro en la Corregidora en la fecha 11.
Atlas empató ante Chivas con un penal fallado de último minuto. Una semana después volvieron a empatar 0-0 ante el Toluca en el Nemesio Diez.
Posteriormente obtuvieron 3 victorias consecutivas ante Puebla, 0-1; León, 3-2, y Tijuana 1-2. Más tarde perdieron 1-2 ante el América, en casa.
Ya en la liguilla se enfrentaron a las Chivas en un Clásico Tapatío. En el primer partido quedarían 0-0. Más tarde, en la vuelta en el Estadio Jalisco, el Atlas perdía 1-4 y una invasión de aficionados ocasionaron la eliminación del equipo y el veto del estadio. Dos días después Tomás Boy renunciaba al cargo.

#### Copa Libertadores 2015
El Atlas inició su tercera participación en la Copa Libertadores 2015 en el Grupo 1 encabezado con Santa Fe, Atlético Mineiro y el Colo-Colo.
En su primer partido comenzaron perdiendo 0-1 su estadio ante el Santa Fe, en la siguiente fecha lograban un triunfo histórico ante el Atlético Mineiro por 0-1 en el Estadio Independência con un gol de Christian Suárez.
En las siguientes fechas perdieron los dos juegos ante el Colo-Colo por 2-0 y 1-3 respectivamente, para complicar su clasificación.
Para la siguiente fecha lograron vencer como local al Atlético Mineiro por 1-0 con gol de Arturo González, para mantener sus esperanzas de clasificarse a octavos.
En la última fecha visitaban al Santa Fe en el Campín en busca de su clasificación, pero perdieron 3-1 y fueron eliminados de la competición sudamericana al acabar en el último puesto del grupo 1, con 6 puntos.

#### De nuevo los problemas de Descenso
Para el Apertura 2015 se contrató al uruguayo Gustavo Matosas, con quien obtuvo dos campeonatos con el León. Al comenzar, perdieron 0-2 ante Querétaro en un Estadio Jalisco vetado. Más tarde, en la siguiente fecha, obtenían su primer triunfo ante el América, por 1-2 en el Estadio Azteca.
Los Zorros no volverían a triunfar sino hasta la fecha 8 al vencer 3-2 a los Dorados en casa. Una semana después vencieron 0-2 al Santos en el Estadio Corona. Después de eso el Atlas tuvo su peor racha, en donde solo ganó un partido de 8 restantes. Matosas sería cesado del cargo al perder ante el León por 2-1. El exjugador Hugo Norberto Castillo tomaría de forma interina el timón, para dirigir los dos últimos juegos del torneo. Al final acabarían penúltimos, con solo 16 puntos.
En el Clausura 2016 se haría el regreso de Rafa Márquez después de 17 años y teniendo a Gustavo Costas como técnico. El torneo dio principio con una victoria 1-3 ante el Querétaro, pero luego de eso se vino una racha de 5 partidos consecutivos sin ganar en donde registró 3 derrotas y 2 empates. En la fecha 7 volvían a la senda del triunfo al vencer al Pachuca por 1-0, que posteriormente sería campeón de ese torneo. Luego de esto se vino una racha negativa de 8 juegos consecutivos sin ganar en donde registró 6 derrotas y 2 empates y por lo cual Gustavo Costas sería cesado del cargo después de empatar ante el León y dejando al equipo en último lugar, y Francisco Ramírez tomaría el mando de forma interina los dos últimos juegos; en uno de ellos obtuvo una victoria como visitantes ante Jaguares, Atlas terminaría otra campaña decepcionante en la decimoquinta posición, con solamente 14 puntos (dos menos que el torneo anterior).
Ya en el Apertura 2016 en la campaña de su centenario ya con José Guadalupe Cruz como Técnico. Durante las 7 primeras fechas el conjunto se mantuvo en puestos de liguilla con 10 puntos, con dos buenos juegos 3-2 ante Puebla y un empate ante Chivas en el Clásico Tapatío, pero más tarde obtuvo malos resultados en donde solo se ganaron dos partidos: 3-1 ante el Monterrey y 2-1 ante el Querétaro terminando el torneo en decimoquinta posición con solo 19 puntos.
Para el Clausura 2017 aún con José Guadalupe Cruz como técnico, y durante las primeras seis fechas obtienen solo 7 de 18 puntos. Más tarde en el torneo mejoran al obtener 5 victorias, 3 empates y 2 derrotas y para acabar sextos con 26 puntos para clasificar a la liguilla después de 3 torneos sin acceder. 
Se volverían a enfrentar en cuartos a las Chivas en una edición más del Clásico Tapatío. En el primer partido, disputado en el Estadio Jalisco, los Zorros vencieron 1-0; luego, en el de vuelta en el Estadio Omnilife perdieron con idéntico marcador, por lo que los Rojinegros fueron eliminados del torneo.
Para el siguiente torneo mantienen a José Guadalupe Cruz. En el principio del torneo se lograrían dos victorias consecutivas, ante León y Pumas. Luego de eso entrarían en una racha negativa de 6 partidos consecutivos sin ganar en donde registró 5 derrotas. Volverían a la senda ascendente al vencer al Puebla por 1-2 y cerraron el torneo con 4 victorias más; la más destacada de ellas fue ante Chivas por 1-2, con lo cual eliminaban a su odiado rival de cualquier posibilidad de defender su título. Se clasifican a la liguilla como octavo lugar con 25 puntos. Se enfrentaron al Monterrey; en el primer juego en el Estadio Jalisco cayeron por 1-2, y en el de vuelta, en el Estadio BBVA, fueron goleados por 4-1 y resultaron eliminados del torneo por un global de 6-2.
En el Clausura 2018 el conjunto del Atlas tuvo uno sus peores torneos. Perdieron sus primeros cuatro juegos ante: León, Pumas (en donde el Profe Cruz sería cesado), Toluca y América. Rubén Omar Romano regresaría al Atlas y allí los resultados no mejoraron: ganaron solo 2 partidos: 2-1 ante Cruz Azul, en fecha 5, y 1-0 al Puebla en la fecha 11 y en ambos jugaron como locales. Gerardo Espinoza tomaría el cargo en donde logró tres triunfos: 3-2 ante Santos, que posteriormente sería campeón de ese torneo, 1-0 ante Querétaro y Chivas. Atlas acabaría el torneo en decimoquinta posición, con 18 puntos, y lo más rescatable fue el retiro de Rafa Márquez.
Gerardo Espinoza continuaría para el Apertura 2018 como técnico. Ahí se obtiene su peor inicio de 7 partidos consecutivos sin poder anotar, por lo que Espinoza fue cesado en la fecha 8 al perder ante Tigres en el Estadio Universitario dejando al equipo el último con solo 1 punto de 21 posibles. Ángel Guillermo Hoyos se hizo cargo del equipo en donde obtuvo sus únicos dos triunfos del torneo, ante Toluca por 1-0 en la jornada 11 y Veracruz por 4-3 en la jornada 13, para acabar el torneo en el penúltimo puesto con solo 11 puntos y en donde igualó lo del Clausura 2005 (curiosamente en ese torneo también sumó 11 puntos, pero aquella vez acabaría último).
En el siguiente torneo con Ángel Guillermo Hoyos el conjunto obtiene su mejor inicio al conseguir 10 puntos en las primeras 5 fechas, pero llegaría una racha negativa de 5 derrotas de forma consecutivas y en la cual provocó su cese luego de perder en Casa ante el Cruz Azul en la Jornada 9. Leandro Cufré tomaría las riendas, en donde obtuvo tres victorias y dos de ellas fueron consecutivas ante Santos y Veracruz. Acabarían el torneo en decimotercera posición, con 19 puntos.

#### Venta a Grupo Orlegi
El 8 de abril de 2019 se dio a conocer la puesta en venta del Atlas por parte de Grupo Salinas debido a la falta de resultados deportivos, las pérdidas económicas y la falta de confianza entre la afición y la directiva del club. En la venta se incluyó a la plantilla del equipo, las instalaciones de entrenamiento y los distintos terrenos pertenecientes al club. El 20 de mayo se hizo oficial la compra del equipo por parte del Grupo Orlegi, empresa que ya poseía a los clubes Santos Laguna y Tampico Madero antes de concretarse el acuerdo de compra de los Rojinegros. El 22 de mayo Pedro Portilla fue nombrado nuevo presidente del club Atlas.
Ya con Leandro Cufré en el Apertura 2019, el equipo obtuvo 9 puntos durante las primeras 5 fechas. Pero más tarde se obtenían resultados regulares y el equipo deambulaba entre las posiciones 7 y 12; en la última fecha llegaba con posibilidades de entrar a la liguilla, finalmente perdió ante Monterrey como visitante y quedó eliminado de cualquier posibilidad de clasificarse a la fiesta grande terminando el torneo en decimocuarta posición con 21 puntos.
Leandro Cufré continuaría en el siguiente torneo, que dio principio con una victoria fuera de casa ante Cruz Azul por 1-2, pero sería destituido al perder ante Puebla y Tigres. Rafael Puente tomaría las riendas del equipo, en donde consiguió únicamente 1 triunfo antes de la cancelación del torneo.

### Década de 2020

#### Segundo título de Liga
Al siguiente torneo Rafael Puente continuaría en las tres primeras jornadas en donde solamente sumó un punto y un gol a favor. Su reemplazo sería Diego Cocca, quien anteriormente fue jugador del club entre 1999 y 2001; al mando del argentino los Zorros no mejoraron: obtuvieron solo 3 triunfos, y 4 derrotas consecutivas en las últimas 5 fechas, dejando al equipo en una decimoquinta posición, con 14 puntos.
Para el torneo Clausura 2021 los rojinegros aún al mando de Diego Cocca, tuvieron un pésimo inicio de 3 derrotas consecutivas y sin poder marcar gol, sin embargo, el equipo compuso el mal inicio y consiguieron una racha de 8 partidos sin perder y donde obtuvieron 5 victorias ante Pachuca, América, San Luis, Juárez y Puebla. Atlas consiguió la salvación porcentual y la clasificación al repechaje derrotando 1-5 a Necaxa en Aguascalientes, terminando con 22 puntos y con la séptima posición general, aunque cabe destacar que casi un año antes tras la suspensión del torneo clausura 2020 por la pandemia de COVID-19, por parte de la Federación Mexicana de Futbol se decreto la anulación del ascenso al máximo circuito y el descenso a la circuito de plata del futbol mexicano profesional, Atlas si no lograba a mediados de ese inolvidable 2021 la salvación porcentual en lugar de descender a la desaparecida Liga de Ascenso MX (hoy Liga de Expansión), hubiese pagado una multa considerable como premio al equipo campeón del renovado circuito de segunda (el ganador del torneo clausura 2021 de la Liga de Expansión fue el Tepatitlán FC).
En la liguilla del Clausura 2021, Atlas consiguió derrotar 1-0 a Tigres de la UANL en el Estadio Jalisco, consiguiendo así su pase a los cuartos de final. Iniciaron los cuartos de final con una victoria por 1-0 en Guadalajara frente al Puebla, pero terminarían el torneo siendo eliminados por terminar peor ubicados en la tabla general al perder la vuelta por 1-0 en el Estadio Cuauhtémoc y empatar el global 1-1.
Atlas en el Apertura 2021 logró uno de sus mejores torneos cortos al concluir segundo en la tabla general con 29 puntos y 8 victorias, además de terminar como la mejor defensiva del torneo con solo 10 goles recibidos y con 9 porterías imbatidas, logrando así su mejor torneo defensivo en su historia.
En la liguilla del Apertura 2021, Atlas consiguió eliminar a Club de Fútbol Monterrey y avanzar con marcador global de 1-1 y avanzando a semifinales gracias a su mejor posición en la tabla general.En semifinales Atlas derrotaría en la ida por 0-1 a Universidad Nacional en Ciudad Universitaria, al final en la vuelta el marcador global terminaría de nueva cuenta empatado 1-1 y Atlas avanzaría por mejor posición en la tabla a la final del fútbol mexicano luego de 22 años.
En la final Atlas se enfrentaría al Club León, la ida en el Estadio León terminó 3-2 en favor de los esmeraldas, llevándose la ventaja para la vuelta. El 12 de diciembre de 2021, en el partido definitivo del torneo, Atlas derrotaría 1-0 al León con un gol de Aldo Rocha en el minuto 55, llevando el partido a tiempos extras y posteriormente a la definición en penales. Atlas conseguiría su segundo título de Primera División al derrotar 4-3 en penales al León, con gol de Julio Furch el penal definitivo y siendo Camilo Vargas la figura de la tanda al atajar dos penales, terminando así con la sequía de 70 años sin un título de Liga.

#### Tercer título de Liga y Bicampeonato
Para el Torneo Clausura 2022, Atlas de la mano de Diego Cocca tuvo un torneo casi igual de exitoso que el anterior, en esta ocasión terminaron en tercer lugar de la tabla general con 27 puntos, 7 victorias, 6 empates y 4 derrotas, nuevamente consiguió ser la mejor defensiva (Junto con el Club de Fútbol Pachuca) con solo 15 goles recibidos.
En la liguilla del Clausura 2022, Atlas se encontró en cuartos de final a su acérrimo rival el Club Deportivo Guadalajara, en la ida Atlas tomaría la ventaja de 1-2 en el Estadio Akron y en la vuelta empataron 1-1, el marcador global fue de 3-2 a favor del Atlas.
En las semifinales enfrentarían a Tigres de la UANL, en el partido de ida Atlas tomaría una amplia ventaja de 3-0 con una destacada actuación de Julián Andrés Quiñones, para el partido de vuelta en el Estadio Universitario, los locales consiguieron dar la vuelta y tener el marcador momentáneo de 4-1 que les daba el pase a la final por mejor posición en la tabla, hasta que Aldo Rocha logró anotar un penal marcado al minuto 90(+10'), el partido terminó 4-2, el cual les otorgó el pase a la final con un agónico marcador global de 5-4.
Atlas estaba nuevamente en una final y con la posibilidad de ser bicampeón se encontraba con un digno rival, el Club de Fútbol Pachuca, quienes fueron la mejor ofensiva, defensiva y líderes generales del torneo, el partido de ida esta vez sería en el Estadio Jalisco, Atlas se llevó nuevamente la ventaja ahora de 2-0, con goles de Luis Reyes al minuto 26' (Curiosamente Luis también anotó el primer gol de Atlas en la final de ida vs León seis meses atrás) y de Julián Andrés Quiñones al 90(+3'). En este partido una vez más Camilo Vargas fue figura al atajar varias ocasiones de gol en contra.
La sede del partido de vuelta sería en el Estadio Hidalgo, los locales se irían rápidamente arriba en el marcador al minuto 8', pero al 45' se marcaba un penal a favor del Atlas, Julio Furch fue el encargado de anotar y empatar el cotejo, el último gol del partido sería a favor de Pachuca al minuto 45' (+9'), después de un ajetreado segundo tiempo y un expulsión en contra de Atlas al minuto 83', el partido terminó 2-1 ganando Pachuca, pero con un marcador global de 3-2 , Atlas se convierte en el tercer equipo en torneos cortos en coronarse bicampeón en la historia de la Liga MX (Pumas lo consiguió en los torneos Clausura 2004 y Apertura 2004, y el Club León en los torneos Apertura 2013 y Clausura 2014), además de lograr el tercer título de liga para la institución rojinegra.

#### Nueva venta del club
En julio de 2025 el Grupo Orlegi anuncia el comienzo de un proceso de venta del club.

## Cantera
Las canteras o equipos de fuerzas básicas son un activo muy importante en los equipos de fútbol profesional, ya que de estas surgen los talentos que más adelante pueden convertirse en pilares del primer equipo o activos para venta o negociación.
En el fútbol mexicano, algunos equipos se han caracterizado por tener un gran manejo de sus fuerzas básicas, destacan: Pumas, Pachuca, América, Chivas y Atlas, esta última institución acreedora del mote “Academia del Fútbol Mexicano” por la cantidad y calidad de jugadores que han emergido de sus filas, algunos de los cuales han logrado migrar hasta el continente europeo.
Entre los jugadores destacados que han salido de la cantera rojinegra se encuentran: Rafael Márquez, Alfredo “Pistache” Torres, Pavel Pardo, Oswaldo Sánchez, Jared Borgetti, Daniel Osorno, Miguel Zepeda, Juan Pablo Rodríguez, Jorge Torres Nilo, José de Jesús Corona, Juan Carlos Medina, Andrés Guardado y en años más recientes Luis “Hueso” Reyes y Jeremy Marquez.
El 5 de septiembre del 2023 se inauguró la “Academia AGA” un nuevo complejo deportivo de la institución donde actualmente se concentran las fuerzas básicas y el primer equipo. En la inauguración estuvieron presentes el gobernador del Estado de Jalisco, Enrique Alfaro Ramírez, el empresario Alejandro Irarragorri, presidente del Consejo de Administración de Orlegi, José Riestra, Presidente Ejecutivo de Atlas y Ricardo Salinas Pliego, presidente de Grupo Salinas.

## Trayectoria

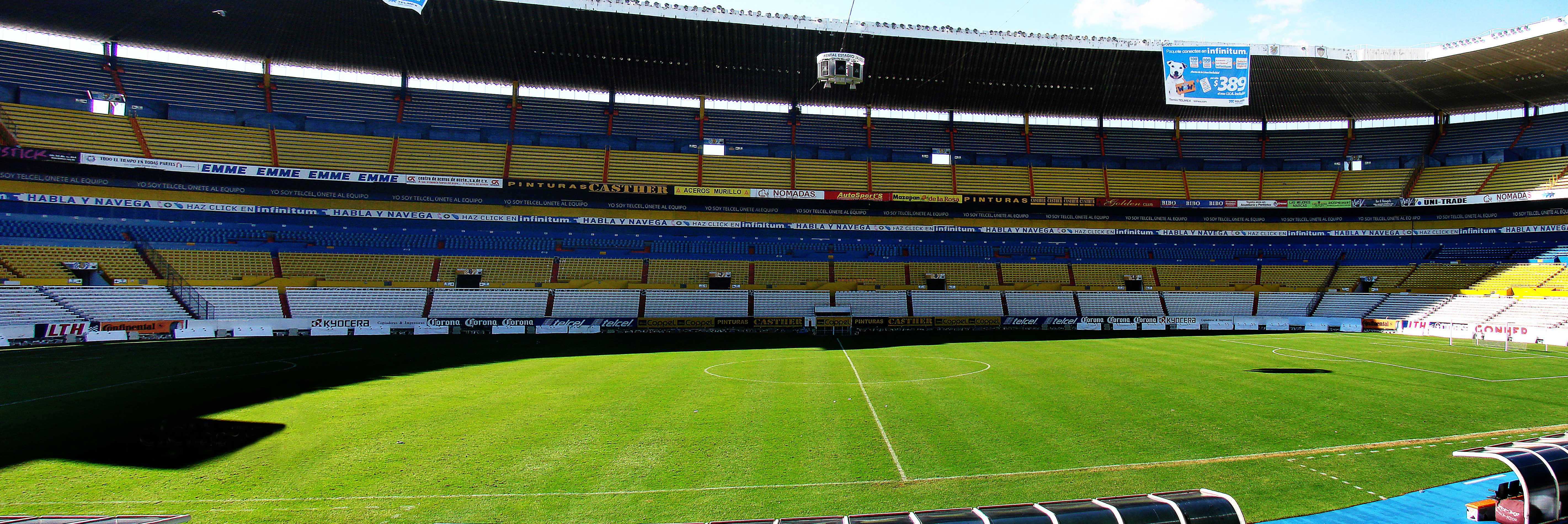

## Palmarés

### Títulos oficiales
| Competición nacional                                        | Títulos                                      | Subcampeonatos                 |
| ----------------------------------------------------------- | -------------------------------------------- | ------------------------------ |
| Primera División de México (3/3)                            | 1950-51, Apertura 2021, Clausura 2022.       | 1948-49, 1965-66, Verano 1999. |
| Copa México (4/2)                                           | 1945-46, 1949-50, 1961-62, 1967-68.          | 1995-96, Apertura 2013.        |
| Campeón de Campeones (5/1)                                  | 1945-46, 1949-50, 1950-51, 1961-62, 2021-22. | 1967-68.                       |
| Supercopa de la Liga MX (0/1)                               |                                              | 2022                           |
| Segunda División de México (3/0)                            | 1954-55, 1971-72, 1978-79.                   |                                |
| Copa de la Segunda División de México (0/2)                 |                                              | 1954-55, 1971-72.              |
| Campeón de Campeones de la Segunda División de México (1/1) | 1971-72.                                     | 1954-55.                       |

| Títulos Regionales            | Títulos                       | Subcampeonatos                                  |
| ----------------------------- | ----------------------------- | ----------------------------------------------- |
| Liga Amateur de Jalisco (5/8) | 1918, 1919, 1920, 1921, 1936. | 1922, 1923, 1924, 1927, 1931, 1934, 1935, 1937. |

### Torneo clasificatorios
- Pre Pre Libertadores (1): 1999.
- Copa Pre Libertadores (1): 1999.

### Torneos amistosos
- Torneo Hexagonal de Fútbol (1): 1966.[381][382][383]
- Copa de Oro Ciudad de Guadalajara: 1969.[384]
- Trofeo Internacional Ciudad de Guadalajara: 1971.[385][386]
- Torneo Jaiba Brava: 1979.[387]
- Copa Marlboro (1): 1990.[388][389]
- Cuadrangular "Guerra de Gigantes": 50 años del Estadio Jalisco (1): 2010.[390]
- Copa Asia Jalisco (1): 2011.[13][391]
- Copa Revolución (1): 2019.[392]

## Datos históricos del club
- Temporadas en la Primera División de México:90
- Temporadas en Segunda División:3
- Liguillas por el título:22
- Finales por el título: 3 (verano 1999) (Apertura 2021) (Clausura 2022)
- Superlideratos: 2 (1950-51 e invierno 1999)
- Descensos a 2a División: 3
- Ascensos a 1a División: 3

- Mejor puesto en la Primera División de México:
  - En torneos largos: 1° (1950-51)
  - En torneos cortos: 1° (invierno 1999)

- Peor puesto en la Primera División de México:
  - En torneos largos: 20 de 20 equipos (1980-81 y 1981-82)
  - En torneos cortos: 18 de 18 equipos (Clausura 2005, Apertura 2007, Apertura 2010 y Apertura 2011)

- Primera victoria en la Primera División de México: Atlas 3-1 Veracruz en 1943-44.

- Mayor goleada recibida: Atlas 2-9 A.D.O. en 1943-44[393]

- Más puntos en una temporada:
  - En torneos largos: 53 (1995-96)
  - En torneos cortos: 38 (invierno 1999)

- Mayor racha de partidos sin perder:  16 (entre 1951-52 y 1952-53)

- Mayor número de goles marcados en una temporada: En torneos largos: 71 (1945-46)

- Más triunfos en una temporada: 18 (1948-49 y 1972-73)

- Más victorias consecutivas: 7 (1948-49)

- Más empates consecutivos: 8 (1963-64 y 1989-90)

- Más derrotas consecutivas: 9 (1980-81)

- Más empates en una temporada: 18 (1989-90 y 1992-93)

- Más derrotas en una temporada: 21 (1981-82 y 1988-89)

- Más juegos seguidos sin ganar: 20 (entre 1970-71 y 1972-73). Terminó la temporada 1970-71 con 17 juegos sin ganar, descendió y en su regreso en la temporada 72-73 no ganó en sus tres primeros juegos.

- Menos victorias en una temporada: 1 (Apertura 2012)

- Menos derrotas en una temporada: 1 (Invierno 1999)

- Menos goles recibidos en un torneo: 10 (Apertura 2021)

- Jugador con más goles en una temporada: Norberto José Pairoux con 30 goles en la temporada 1945-46 ( 21 en liga, 8 en copa y 1 en campeón de campeones )

- Más juegos seguidos sin anotar: 11 en la temporada 1980-81 (récord del fútbol mexicano).[394]

### Apodos
El club Atlas ha tenido, varios apelativos: Los Rojinegros, Los Chicos del Paradero, La Academia, Las Margaritas, Los Amigos del Balón, La Furia rojinegra pero finalmente su apelativo son Los Zorros, con que se les conoce en el momento actual.

## Uniforme

### Uniformes actuales
- Uniforme local: Camiseta rojinegra, pantalón negro y medias negras.
- Uniforme visitante: Camiseta blanca, pantalón y medias blancas.
- Uniforme alternativo: TBA

| Primer Uniforme | Segundo Uniforme |

### Uniformes anteriores
- 2023-2024 (Charly)

| Primer Uniforme | Segundo Uniforme | Tercer Uniforme |

- 2022-2023 (Charly)

| Primer Uniforme | Segundo Uniforme | Tercer Uniforme |

- 2021-2022 (Charly)

| Primer Uniforme | Segundo Uniforme | Tercer Uniforme | Uniforme Rosa |

- 2020-2021 (Charly)

| Primer Uniforme | Segundo Uniforme | Tercer Uniforme | Uniforme Rosa |

- 2019-2020 (Adidas)

| Primer Uniforme | Segundo Uniforme | Tercer Uniforme | Especial 70 Years Of Stripes |

- 2018-2019 (Adidas)

| Primer Uniforme | Segundo Uniforme | Tercer Uniforme |

- 2017-2018 (Adidas)

| Primer Uniforme | Segundo Uniforme | Tercer Uniforme |

- 2016-2017 (Puma)

| Primer Uniforme | Segundo Uniforme | Tercer Uniforme | Especial Centenario |

- 2015-2016 (Puma)

| Primer Uniforme | Segundo Uniforme | Tercer Uniforme |

- 2014-2015 (Puma)

| Primer Uniforme | Segundo Uniforme | Tercer Uniforme |

- 2013-2014 (Nike)

| Primer Uniforme | Segundo Uniforme | Tercer Uniforme | Especial Mundial 2014 |

- 2013 (Nike)

| Primer Uniforme | Segundo Uniforme |

- 2012 (Atlética)

| Primer Uniforme | Segundo Uniforme | Tercer Uniforme | Cuarto Uniforme |

- 2011-2012 (Atlética)

| Primer Uniforme | Segundo Uniforme | Tercer Uniforme |

- 2010-2011 (Atlética)

| Primer Uniforme | Segundo Uniforme | Tercer Uniforme |

## Jugadores

### Plantilla y cuerpo técnico
- De acuerdo con los reglamentos vigentes, de competencia de la Liga MX (2025-26) y de participación por formación de la FMF (2021), los equipos de la primera división están limitados a tener registrados en sus planteles un máximo de nueve jugadores no formados en México (NFM), de los cuales solo ocho pueden ser convocados por partido y únicamente siete podrán tener participación. Esta categoría de registro, no solo incluye a los extranjeros, sino también a los mexicanos por naturalización. Los jugadores que obtengan su carta de naturalización durante el torneo, permanecerán con el registro de su nacionalidad de origen hasta el certamen siguiente; no obstante, si un jugador naturalizado participa de un partido de competencia oficial con la selección mexicana, podrá ser registrado como «formado en México» para la campaña siguiente.[395][396]
- En virtud de lo anterior, la nacionalidad expuesta aquí, corresponde a la del registro formal ante la liga, indistintamente de otros criterios como doble nacionalidad, la mencionada naturalización o la representación de un seleccionado nacional distinto al del origen registrado.
- En cumplimiento de lo dispuesto por el artículo 28 del reglamento de competencia, los clubes deberán acumular un mínimo de 1170 minutos jugados por elementos formados en México (FM), nacidos a partir del 1 de enero de 2003; para ello, y de conformidad con los artículos 8, 9 y 10, podrán utilizar jugadores de sus equipos de categorías menores que participan en las Ligas de Fuerzas Básicas; o en caso de tenerlas, de sus filiales de Liga de Expansión, Liga Premier y Liga TDP. Todo lo anterior con el formato de «carnet único», es decir, la autorización formal de la FMF para jugar en todos los equipos ligados a la misma institución. Por lo cual, para los efectos de esta tabla, solo aparecerán los jugadores registrados en la fuente principal (sitio oficial de la Liga MX) para el primer equipo, y no aquellos que en el lapso del certamen disputen partidos para cumplir la regla de menores, sin estar inscritos en el plantel principal.[397]

### Altas y bajas: Apertura 2025
| Altas             | Altas         | Altas                    | Altas    | Altas |
| Jugador           | Posición      | Procedencia              | Tipo     |       |
| ----------------- | ------------- | ------------------------ | -------- | ----- |
| César Ramos       | Portero       | Club de Fútbol Monterrey | Préstamo |       |
| Jorge Rodríguez   | Defensa       | Club Puebla              | Traspaso |       |
| Róber Pier        | Defensa       | Real Sporting de Gijón   | Traspaso |       |
| Gustavo Ferrareis | Defensa       | Club Puebla              | Traspaso |       |
| Alfonso González  | Mediocampista | Club de Fútbol Monterrey | Traspaso |       |

| Bajas            | Bajas         | Bajas                  | Bajas                 | Bajas |
| Jugador          | Posición      | Destino                | Tipo                  |       |
| ---------------- | ------------- | ---------------------- | --------------------- | ----- |
| José Hernández   | Portero       | Querétaro Fútbol Club  | Libre                 |       |
| Idekel Domínguez | Defensa       | Bandera de ?           | Fin de contrato       |       |
| Hugo Nervo       | Defensa       | Club Atlético Huracán  | Rescisión de contrato |       |
| Jeremy Márquez   | Mediocampista | Cruz Azul Fútbol Club  | Traspaso              |       |
| Abraham Bass     | Mediocampista | Club Atlético La Paz   | Préstamo              |       |
| Jorge Guzmán     | Delantero     | Club Deportivo Tapatío | Fin de contrato       |       |
| Israel Larios    | Delantero     | Fútbol Club Juárez     | Fin de contrato       |       |
| Leonardo Flores  | Delantero     | Bandera de ?           | Fin de préstamo       |       |
| Brian Lozano     | Delantero     | Defensor Sporting Club | Rescisión de contrato |       |

### Jugadores internacionales
Datos actualizados al 15 de julio de 2025.
| Selección  | Categoría | # | Jugador(es)                                       |
| ---------- | --------- | - | ------------------------------------------------- |
| México     | Absoluta  | 3 | Rivaldo Lozano, Alfonso González, Eduardo Aguirre |
| Colombia   | Absoluta  | 1 | Camilo Vargas                                     |
| Montenegro | Absoluta  | 1 | Uroš Đurđević                                     |

Nota: en negrita jugadores parte de la última convocatoria en la correspondiente categoría.

### Máximos goleadores
| #  | Jugador                | Período                     | LIGA | COPA | CDC | CON | LIB | PRE | INL | SPL | Total |
| -- | ---------------------- | --------------------------- | ---- | ---- | --- | --- | --- | --- | --- | --- | ----- |
| 1  | Edwin Cubero           | 1944-52                     | 81   | 5    | 2   | -   | -   | -   | -   | -   | 88    |
| 2  | José de Jesús Aceves   | 1974-88                     | 82   | -    | -   | -   | -   | -   | -   | -   | 82    |
| 3  | Daniel Osorno          | 1997-03 / 2004-07 / 2009-11 | 66   | -    | -   | -   | 3   | 3   | 3   | -   | 75    |
| 4  | Carlos González        | 1956-62                     | 70   | -    | -   | -   | -   | -   | -   | -   | 70    |
| 5  | Sergio Pacheco         | 1983-91 / 1994-95           | 63   | 4    | -   | -   | -   | -   | -   | -   | 67    |
| 6  | Juan Pablo Rodríguez   | 1997-03 / 2015              | 54   | -    | -   | -   | 6   | 3   | 4   | -   | 67    |
| 7  | Rodrigo Solano         | 1945-49                     | 58   | 7    | -   | -   | -   | -   | -   | -   | 65    |
| 8  | Pepe Delgado           | 1965-79                     | 62   | -    | 1   | -   | -   | -   | -   | -   | 63    |
| 9  | Ricardo Chavarín       | 1970-76                     | 62   | -    | -   | -   | -   | -   | -   | -   | 62    |
| 10 | Alfredo Torres         | 1952-64                     | 60   | -    | 1   | -   | -   | -   | -   | -   | 61    |
| 11 | Hugo Castillo          | 1998-01                     | 49   | -    | -   | -   | 3   | 4   | 4   | -   | 60    |
| 12 | José Rodríguez         | 1963-70                     | 54   | 3    | -   | -   | -   | -   | -   | -   | 57    |
| 13 | Bernardino García      | 1970-77                     | 54   | -    | -   | -   | -   | -   | -   | -   | 54    |
| 14 | Norberto Pairoux       | 1945-48                     | 41   | 9    | 1   | -   | -   | -   | -   | -   | 51    |
| 15 | Miguel Zepeda          | 1996-01 / 2010              | 41   | -    | -   | -   | 3   | 2   | 2   | -   | 48    |
| 16 | Cristian Domizzi       | 1992-95                     | 40   | -    | -   | -   | -   | -   | -   | -   | 40    |
| 17 | Julián Andrés Quiñones | 2021-2023                   | 32   | -    | 1   | 3   | -   | -   | -   | -   | 36    |
| 18 | Carlos María Morales   | 2002-04                     | 33   | -    | -   | -   | -   | -   | -   | 2   | 35    |
| 19 | Pedro Araya            | 1973-78                     | 30   | 4    | -   | -   | -   | -   | -   | -   | 33    |
| 20 | Robert de Pinho        | 2004-05                     | 33   | -    | -   | -   | -   | -   | -   | -   | 33    |
| 21 | Bruno Marioni          | 2007-08 / 2009              | 18   | -    | -   | -   | 7   | -   | 7   | -   | 32    |
| 22 | Jahir Barraza          | 2009-14 / 2016-17           | 11   | 21   | -   | -   | -   | -   | -   | -   | 32    |
| 23 | Julio Furch            | 2021-2023                   | 23   | -    | -   | 2   | -   | -   | -   | -   | 25    |
| 24 | Martín Barragán        | 2013-17                     | 18   | 6    | -   | -   | -   | -   | -   | -   | 24    |

Simbología:
LIGA: Liga

COPA: Copa

CDC: Campeón de Campeones y/o Supercopa de la Liga MX

CON: Copa/Liga de Campeones de la Concacaf

LIB: Copa Libertadores

PRE: Copa Pre Libertadores

INL: Pre Pre Libertadores e InterLiga

SPL: SuperLiga